# Lacroix-sur-Meuse
 (décembre 2014).
Pour les articles homonymes, voir Lacroix.
Lacroix-sur-Meuse est une commune française située dans le département de la Meuse, en région Grand Est.

## Géographie
La commune fait partie du parc naturel régional de Lorraine.

### Situation
La commune de Lacroix-sur-Meuse est située dans la vallée de la Meuse côté rive droite et au carrefour de plusieurs vallées. Sa plaine forme un grand cirque naturel où de nombreux ruisseaux se jettent dans la Meuse.
Elle est située à 10 km de Saint-Mihiel, 28 km de Commercy, 25 km de Verdun, 45 km de Bar-le-Duc, 60 km de Metz et 74 km de Nancy.

#### Communes limitrophes
| Woimbey     | Woimbey           | Seuzey             |
| Bannoncourt | Lacroix-sur-Meuse | Rouvrois-sur-Meuse |
| Bannoncourt | Bannoncourt       | Rouvrois-sur-Meuse |

### Voies de communication et transports
Elle est desservie par la route départementale no 964 (ancienne route nationale 64) Charleville-Mézières - Neufchâteau et les routes départementales no 161 et no 162.
Elle est également desservie par le canal de l'Est de Givet dans les Ardennes à Corre en Haute-Saône (au gabarit de Charles de Freycinet, c'est l'un des plus longs canaux de France avec ses 394 km de long). Cette voie navigable permet l’accès à la mer Méditerranée, en passant par la Saône et le Rhône, à la mer du Nord tout en traversant la Belgique et les Pays-Bas. Gabarit (longueur / largeur) : 38,9 m / 5,18 m ; tirant d'eau : 1,8 m ; tirant d'air : 3,5 m.
La commune de Lacroix-sur-Meuse est desservie chaque jour par des lignes directes d'autobus qui par leurs possibilités de correspondances, permettent de se rendre à Verdun, Saint-Mihiel, Commercy, Bar-le-Duc, Nancy et Metz.
Le viaduc de la Meuse, ouvrage d'art de la LGE Est Européenne, passe à proximité de la commune et la gare TGV Est d'Issoncourt est située à environ 30 km.
L'ancien port sur le canal de l'Est a été aménagé en halte fluviale avec pontons de stationnement pour le tourisme fluvial. Elle est située à  environ 17 km du lac de Madine.

### Hydrographie
La commune est dans le bassin versant de la Meuse au sein du bassin Rhin-Meuse. Elle est drainée par le canal de l'Est Branche-Nord, la Meuse, le ruisseau des Ormes, le ruisseau de Vaux, le ruisseau la Petite Meuse, le ruisseau de la Prele, le ruisseau de Rompierre et le ruisseau Remivau,.
Le canal de l'Est Branche-Nord, d'une longueur de 141 km, est un chenal et un cours d'eau naturel navigable qui relie Givet à Troussey, où il rejoint le canal de la Marne au Rhin. 
La Meuse, d'une longueur de 486 km dans sa partie française, est un fleuve européen qui prend sa source en France, dans la commune du Châtelet-sur-Meuse, à 409 mètres d'altitude, et se jette dans la mer du Nord après un cours long d'approximativement 950 kilomètres traversant la France, la Belgique et les Pays-Bas. 

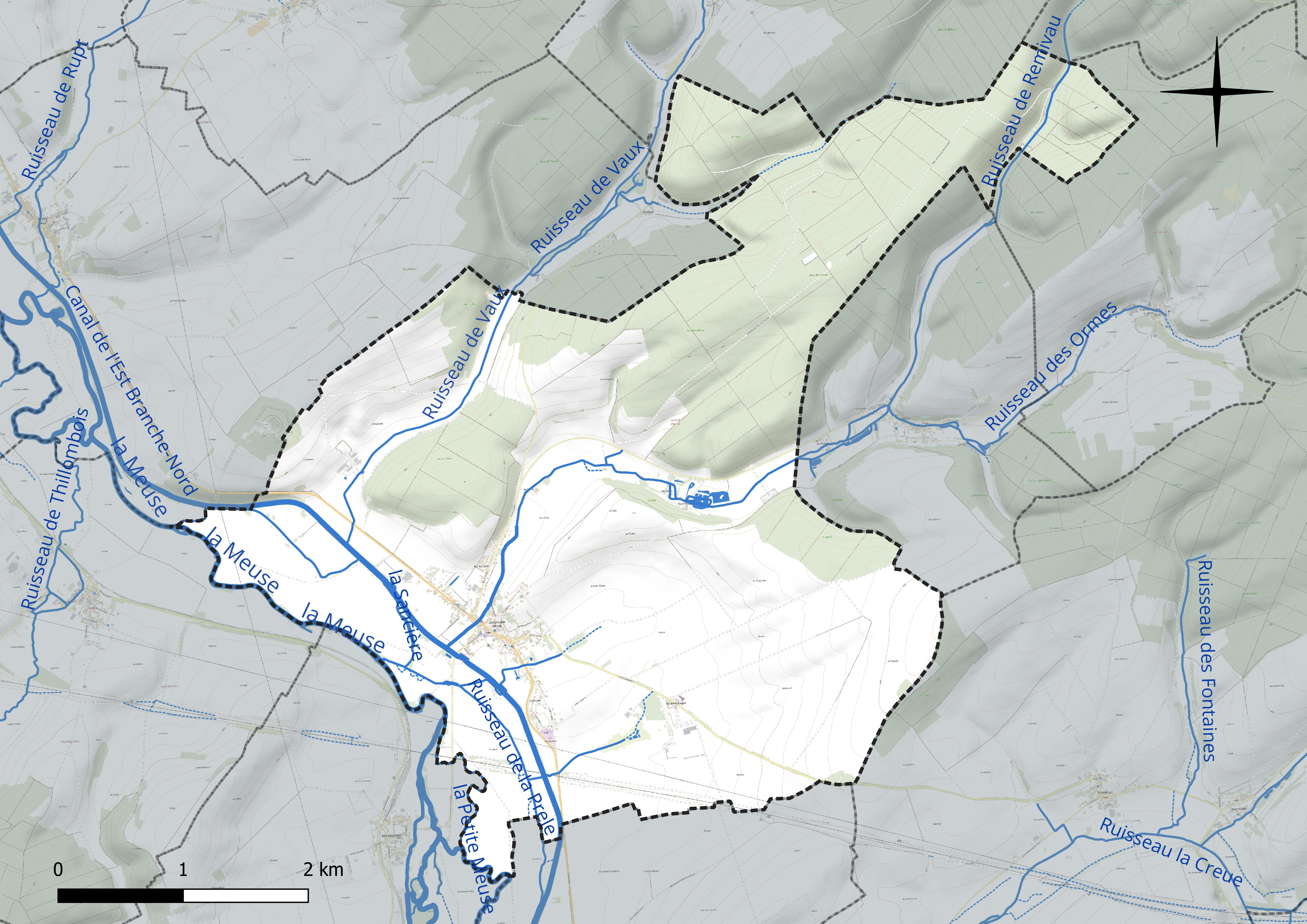
Réseau hydrographique de Lacroix-sur-Meuse.

### Climat
Pour des articles plus généraux, voir Climat du Grand Est et Climat de la Meuse.
En 2010, le climat de la commune est de type climat des marges montargnardes, selon une étude du Centre national de la recherche scientifique s'appuyant sur une série de données couvrant la période 1971-2000. En 2020, Météo-France publie une typologie des climats de la France métropolitaine dans laquelle la commune est exposée à un climat océanique altéré et est dans la région climatique  Lorraine, plateau de Langres, Morvan, caractérisée par un hiver rude (1,5 °C), des vents modérés et des brouillards fréquents en automne et hiver. 
Pour la période 1971-2000, la température annuelle moyenne est de 9,8 °C, avec une amplitude thermique annuelle de 16,1 °C. Le cumul annuel moyen de précipitations est de 936 mm, avec 13,5 jours de précipitations en janvier et 9,4 jours en juillet. Pour la période 1991-2020, la température moyenne annuelle observée sur la station météorologique de Météo-France la plus proche, « Bonzée_sapc », sur la commune de Bonzée à 15 km à vol d'oiseau, est de 10,6 °C et le cumul annuel moyen de précipitations est de 783,7 mm. 
La température maximale relevée sur cette station est de 40,6 °C, atteinte le 24 juillet 2019 ; la température minimale est de −17,3 °C, atteinte le 7 février 2012,,. 
Les paramètres climatiques de la commune ont été estimés pour le milieu du siècle (2041-2070) selon différents scénarios d'émission de gaz à effet de serre à partir des nouvelles projections climatiques de référence DRIAS-2020. Ils sont consultables sur un site dédié publié par Météo-France en novembre 2022.

## Urbanisme

### Typologie
Au 1er janvier 2024, Lacroix-sur-Meuse est catégorisée bourg rural, selon la nouvelle grille communale de densité à sept niveaux définie par l'Insee en 2022.
Elle est située hors unité urbaine et hors attraction des villes,.

### Occupation des sols
L'occupation des sols de la commune, telle qu'elle ressort de la base de données européenne d’occupation biophysique des sols Corine Land Cover (CLC), est marquée par l'importance des territoires agricoles (60,5 % en 2018), une proportion sensiblement équivalente à celle de 1990 (61,2 %). La répartition détaillée en 2018 est la suivante :
terres arables (44 %), forêts (36,6 %), prairies (14,7 %), zones urbanisées (2,8 %), zones agricoles hétérogènes (1,8 %), milieux à végétation arbustive et/ou herbacée (0,1 %). L'évolution de l’occupation des sols de la commune et de ses infrastructures peut être observée sur les différentes représentations cartographiques du territoire : la carte de Cassini (XVIIIe siècle), la carte d'état-major (1820-1866) et les cartes ou photos aériennes de l'IGN pour la période actuelle (1950 à aujourd'hui).

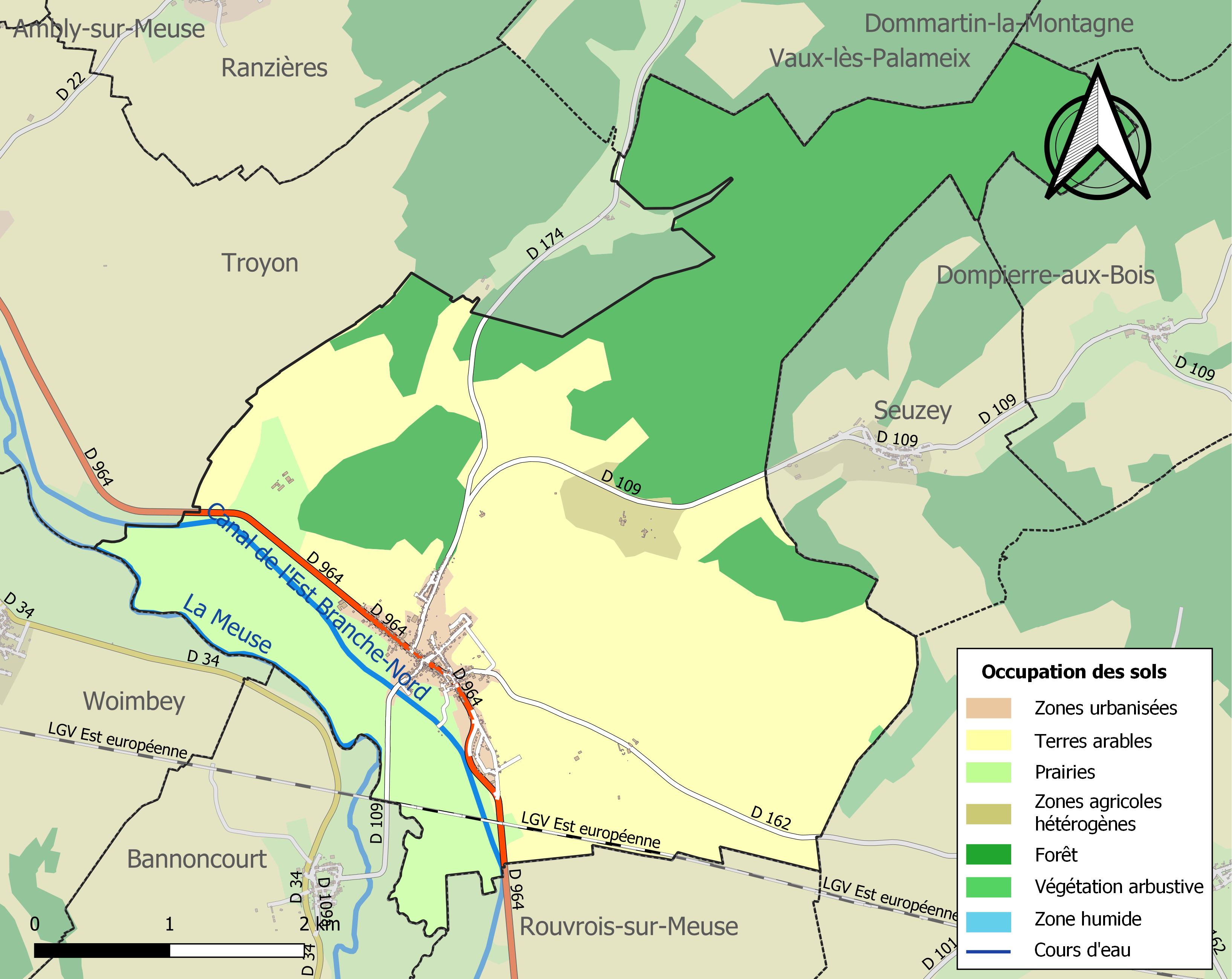
Carte des infrastructures et de l'occupation des sols de la commune en 2018 (CLC).

## Toponymie
En 940, 962, 1015, 1047, 1061 : (Ad Crucem) dans le cartulaire de Saint-Paul de Verdun. En 952, Bérenger, évêque de Verdun, donne aux bénédictins de l'église de Lacroix (Ad curtem Ecclesiam unam) pour la fondation de l'abbaye de Saint-Vannes. En 968, l'évêque Thierry Ier de Metz confirme à l'abbaye Sainte-Glossinde ses droits sur la moitié du village de Lacroix-sur-Meuse. Ces mêmes droits sont reconnus le 12 mai 1433, à la Croix même dans les plaids-annaux, tenus par dame Isabelle de Randek, abbesse de Sainte-Glosside, accompagnée de Catherine Layne, Marguerite de Varise et Isabelle d'Ex, religieuses de son monastère, en présence de l'abbé de Saint-Mihiel.
En 980, dans le cartulaire de l'abbaye de Saint-Vannes de Verdun (In pago in comitatu virdunensi vitta ad cruces).
En 1047 : (ad crucem) ch. de l'évêque Thierri de Verdun.
En 1049 : (ad crucem forte curtem alodem cum silva) dans l'extrait de la bulle du pape Léon IX en faveur de l'abbaye de Saint-Maur où sont spécifiées les terres et les églises de ce monastère. En 1106, Crux dans la bulle du pape Pascal II et en 1135, de Cruce supra Mosam (Onera Abbatum) puis en 1210, crux super Mosam (accord entre l'abbé de Saint-Mihiel).
En 1269 : La Crois (abbaye de Saint-Mihiel 2.G.1). Au XIIIe siècle : La Creux (abbaye de Saint-Mihiel). En 1368 : Creux (Archives départementales). En 1571 : La Croix-sur-Meuze (procès-verbal des coutumes). En 1656 : La Croix-sur-Meuse (carte de l'évêché de Verdun). En 1700 : La Croix (carte des États). En 1738-1749 : La Croix (Pouillé de Verdun). En 1790 : Lacroix-sur-Meuse (loi du 22 décembre 1789 ordonnant la division de la France en départements et Lacroix-sur-Meuse en chef-lieu de canton).
L'origine du nom du village vient du latin ad crucem en 940, « à la croix ».

## Histoire

### Archéologie
En 1838, lors du creusement d’une carrière sur le territoire communal, sont découverts une épée « gauloise », des torques à tampons du début du second âge du Fer.
Pour la période de l'âge du fer (connaissance de la vallée de la Meuse du VIIIe siècle av. J.-C. et IVe siècle av. J.-C.), dans le cadre de l'archéologie préventive mise en place en 2002 lors de la construction de la ligne TGV-Est, il est découvert à Lacroix-sur-Meuse au lieu-dit  les Battants : la petite Lochère, une nécropole à enclos de l'âge de fer (Hallstatt/terre ancienne : fouilles effectuées en février 2003 par l'INRAP).
Cette nécropole de tumuli livre une quarantaine de sépultures dont une dizaine présentent les vestiges de monuments funéraires matérialisés par des enclos fossoyés. Les torques et bracelets en bronze accompagnant les défunts attestent la présence d'une population aisée. Cette fouille constitue un référentiel scientifique des plus importants.
Près de cette nécropole, il est également découvert des traces d'habitat de faible densité implantés en bordure d'un ancien chenal de la Meuse. C'est d'ailleurs dans le comblement supérieur de ce paléochenal qu'a été exhumée une grande épingle en alliage cuivreux datée du Bronze moyen, élément de parure funéraire le plus ancien du gisement et de localisation la plus occidentale connue à ce jour (exposée au Musée des beaux-arts et d'archéologie de Châlons-en-Champagne).
À la période gallo-romaine, le diverticule de Verdun à Soulosse, venant de Troyon, traversait Lacroix-sur-Meuse.
À deux kilomètres avant l'arrivée de ce chemin dans le village, au lieu-dit Selouse, des substructions antiques sont reconnues.
Au lieu-dit Jossecourt aurait existé une villa ou métairie, sur l'emplacement de laquelle sont exhumés en 1840 des tombeaux renfermant des armes en fer oxydé, sans doute de l'époque franque.
Au lieu-dit Cimetière de Domremy, près du ruisseau au lieu-dit Rue du Moulin, à 1 700 mètres au nord du village, est trouvé en 1812 un grand bronze de Lucius Aelius et, en 1843, un grand bronze de Postume surfrappé sur monnaie de Trajan.
En 1879, lors des travaux de canalisation de la Meuse, sont découvertes, entre Lacroix et Troyon, quinze monnaies romaines, dont un grand bronze de l'empereur d'Antonin le Pieux, quatre moyens bronzes de Germanicus, Domitien, Marc Aurèle, Faustine la Jeune, et dix petits bronzes de Claude II le Gothique, Constantin Ier, Constantin II, Valentinien Ier, Valens, qui sont déposés au Musée de Verdun (L.II.p. 133).

### Les seigneurs de Lacroix-sur-Meuse
La commune de Lacroix-sur-Meuse dont les habitants se nomment les Lacruxiens ; avant 1790, pour le temporel, elle faisait partie du Barrois non mouvant, du bailliage de Saint-Mihiel, justice seigneuriale ; pour le spirituel, elle faisait partie du diocèse de Verdun, archidiaconé de la Rivière, doyenné de Saint-Mihiel.
Sa seigneurie a pour origine l’une des quatre baronnie-pairie de l’évêché de Verdun, les alliances entre les familles des nobles du Saint-Empire, du duché de Bar et de Lorraine, du royaume de France.
On remarque également que Lacroix-sur-Meuse était un bien indivis des abbayes de Saint-Maur-et-Saint-Paul de Verdun, de l'abbaye de Saint-Mihiel.
Ancien chef-lieu d’une baronnie considérable et l’un des plus grands fiefs de l’évêché de Metz, ce fut un de ceux que l’évêque Étienne de Bar mit sous son obéissance en l’an 1140. Issus des avoués de Saint-Vanne qui gravitent autour de l’évêque de Verdun à la fin du Xe siècle, les seigneurs d’Apremont constituent un remarquable exemple d’ascension sociale : à la fin du XIIIe et au cours du XIVe siècle, leur lignage figure parmi les plus puissantes familles de seigneurs lorrains ; le 24 mars 1354, le roi des Romains Charles IV élève la seigneurie d’Apremont et de Dun à la baronnie,.
Jean IV Aspremont 3 Merlettes : né vers 1384 (Son père Robin d’Aspremont), émancipé et hors tutelle, seigneur de Haraucout, Louppy, Germiny, Chauvirey, sénéchal de Lorraine et du Barrois, bailli de Saint-Mihiel ; il achète la seigneurie de Génicourt vers 1400, qui en 1487 passera dans la famille Apremont pour acquêt. Sa terre familiale sera Remenoncourt près de Revigny et achète en 1415 la forteresse de Marcheville-en-Woïvre à Hans de Winchelin. Il y résidait souvent et se partage entre Marcheville, Saint-Mihiel et Apremont où il possédait une maison et pour laquelle il rendait hommage à Hue D’Autel. En premières noces, il épouse Nicolle de Thiaucourt, en 1400, sans hoirs. En secondes noces, il épouse Mahaut De Villers dite veuve, le 27 septembre 1445, qui fera reprise de ces biens et ceux de son douaire.
Son fils aîné, Jacques qui épouse Anne Choiseul recevra immédiatement Marchéville, meurt en 1463. Sa fille Claude épouse Philippe Des Armoises puis Aubert de Stainville.
En dénombrement, le 23 septembre 1445, on trouve les terres et seigneuries d’Ambly, Monthairon, Wassecourt, Génicourt, Troyon, Jossécourt, La-croix-Sur-Meuse, Isle-devant-Jossécourt, Saint-Julien, Bullainville, Gussainville, Marville-et-Paroy, Perpont, Vaudoncourt, Doremy-la-Canne, Dommarie, Baroncourt, Baalon, Brouenne, Quincy, Le Charmoy, des biens à Etain, Stenay, Laneuveville-devant-Stenay.
Watronville, branche de Maisey
- Armoiries : D’or, à la croix de gueules[28].

Jean de Watronville : II du nom, écuyer, seigneur de Maisey et de Watronville pour un quart, épousa, Claude de Savigny dont il eut un fils Jean de Watronville.
Jean de Watronville : III du nom, chevalier, seigneur de Maisey, de Watronville, pour un quart, de Neusviller et de Savigny, de Dombasle et Crevy en partie, du chef de Jeanne de Savugny, qu’il avait épousée vers 1500. Il fut bailli d’Épinal, et établi, avec d’autres seigneurs en 1539, régent du duché de Lorraine ; il meurt en 1539. Ils ont pour enfants :
Geoffroy de Watronville, Écuyer, seigneur de Dombasle, et de Cevry en partie, il épousa Claude Des Obiers, ils ont eu deux filles ; Françoise, mariée à Philippe de Nettancourt ; Jeanne, mariée à Charles de Serocourt. Yolande de Watronville, mariée à Gérard de Housse, écuyer, seigneur de Watronville en partie, qui succéda à Jean de Harange dans l’office de bailli de l’évêché de Verdun.
Claude de Watronville, religieuse au monastère des Dames prêcheresses de Nancy, où elle entra en 1511, à l’âge de cinq ans, et où elle mourut le 15 décembre 1586.
Perrin de Watronville (dit Perrin de Savigny) écuyer, seigneur de Maisey et aussi de Watronville pour un quart, de Savigny, la Bresse-en-Voges, Vigneules près de Rosières-au-Sel, Vitrimont, Marchainville-les-Nancy, Ranzières, Boulange, Troyon, Lacroix, etc. Il est né en 1511, capitaine en 1556, bailli de Saint-Mihiel. Gentilhomme de la chambre du duc Charles III de Lorraine vers 1560, il lui donna l’autorisation de construire à La Croix-sur-Meuse une forteresse avec pont levis. Il mourut le 5 octobre 1571, âgé de 59 ans, sans postérité, et fut inhumé en l’église paroissiale de Ranzières, village entre Verdun et Saint-Mihiel, dans laquelle sa veuve lui fit, élever, en 1572, un monument. Il avait épousé Jeanne de Housse, sa cousine germaine, dont il n’eut point d’enfant. Elle était la fille de Henri de HOUSSE et de Clémence Faizelet, et sœur d’Antoine Housse, conseiller, maîtres des Requêtes du duc de Lorraine, dont la veuve fit ses reprises sur la terre de Wolmerange, en 1612. Jeanne de Housse mourut le 22 mai 1599.
Dans la succession de Perrin de Watronville (dit Perrin de Savigny) suivant deux actes passés devant Landres, tabellion à Nancy, les 13 octobre 1584, et 19 décembre 1585, une partie de ses biens sont passés dans les maisons de Nettancourt et de Sérécourt et depuis cette époque les Nettancourt sont qualifiés de seigneurs de Watronville. Une autre partie des biens sont revenus à la maison Savigny.
Nicolas d'Alençon : né vers 1547, mort le 28 janvier 1627, son père était Nicolas d'Alençon, (1484-1576), sa mère Louise Périn. Comte d'Alençon, baron de Bauffremont (par acquisition), seigneur de Bauffremont, de La Croix-sur-Meuse, de Ville sur Saulx, etc., en Lorraine, famille anoblie par le duc Charles III de Lorraine, le 10 décembre 1565, de la personne de Nicolas d'Alençon, natif de Vavincourt. Il épouse Marie de La Lieue (morte en 1615). De ce mariage, il a eu Christian, 1er gentilhomme de la maison du prince Éric de Lorraine, évêque de Verdun, il meurt en 1639), il épouse Catherine de L’Église ; Lucrèce qui épouse Claude Michi.
- Armoiries : D'azur, à la face d'or, accompagnée en clef d'un lévrier d'argent, colletée de gueules[31].

Georges de Savigny : Vers 1593, il vendit la moitié de ses terres et la seigneurie de la Bresse-en-Voges au duc Charles III de Lorraine. Son successeur le duc Charles IV de Lorraine, afin de régler les avances de Jacques Rutant au duc Charles III, engagea ses domaines de La Croix-sur-Meuse à Jean Rutant.
- Armoiries : De gueules à trois lions d’or

Jean de Rutant : né vers 1560, (famille venue d'Angleterre) son père était Jacques de Rutant (1530) qui était marchand à Saint-Mihiel, prête de l’argent au duc Charles III de Lorraine pour ses dépenses militaires qui lui accorde des titres de noblesse le 25 avril 1589 ; il est seigneur de Savonnières. sa mère était Anne Le Drappier (1535).
Avocat à Saint-Mihiel en 1595, il est nommé conseiller d'État de Lorraine par Charles IV de Lorraine, lieutenant-général du bailliage de Saint-Mihiel, seigneur de Maizey, Troyon, Gerbeuville, Relincout, Senonville, Savonnières, Maizerey, Lisle, La Croix-sur-Meuse pour moitié, Varvigney, Saint-Baussant, Essey-en-Voivre, Ambly, Montsot, Dompsévrin.
En 1613, il obtient l’érection en fief de la Grange, de Chantereine et du moulin de la Vaux y attenant, avec permission d’y entretenir un colombier de 300 bourses qu’il avait portée jusqu’à 800. Ce domaine avait alors 100 jours de terre et 60 fauchées de prés.
Il acheta aussi le domaine du duc de Lorraine à La Croix-sur-Meuse moyennant 26 600 francs auxquels il ajoute 122 251 francs afin d’y joindre la papeterie de Domremy, pour laquelle il avait difficulté. MM. de Rosières et Platel, envoyés en qualité de commissaires pour instruire cette affaire, ne craignirent pas de signaler les usurpations du lieutenant-général, en faisant aussi observer qu’il serait fort difficile de trouver un tribunal pour le juger, sa famille ayant su envahir toutes les places de justice. Pour justifier cette opinion, il ne faut pas oublier d’ajouter, dès 1621, Jean Rutant fit donner sa survivance à son fils Jacques, qui n’était que lieutenant particulier, se réservant néanmoins la jouissance de son office jusqu’à sa mort.
Cette vente fut contestée : « Ce 29 mars 1622, Monsr Maucervel nous a monstré, estans en l'auditoire de Bar, une lettre que le prévost de Saint-Mihiel luy escrit et l'advertit de faire sçavoir à MM. que SA a esté surprise en la vendition qu'elle a fait du village de La Croix sur Meuse, dépendant de la recepte de Saint- Mihiel, au sr Rutant, lieutenant général au bailliage dudit lieu, pour le prix de douze mil deux cent tant de fr. et il dit qu'il vault plus de quarante mils fr. » (Journal de Gabriel Le Marlorat, auditeur à la Chambre des Comptes de Bar-le-Duc 1605-1632)
Il épouse le 17 novembre 1595 Anne Marien née vers 1565, fille de Jean Marien, prévôt de Marche et de Château-Salins, seigneur de Fremery et d'Erise et de Marie Cabouat. De ce mariage, il y eut 14 enfants :
1. Sébastienne née le 12 octobre 1594 à Saint-Mihiel épousa Gabriel De Maillet, seigneur de Villotte, le 24 novembre 1613 ;
2. Jacques, né le 16 novembre 1597 à Saint-Mihiel, seigneur de l’île et de Gerbeuville qui se marie avec Françoise de Bettainvilliers ;
3. Marguerite, née le 30 avril 1602 à Saint-Mihiel, morte le 20 octobre 1669 à Nancy, dame de Chantreine et Dompsevrin, épousa le 30 janvier 1630 Charles Ier LE BEGUE né en 1599, mort le 16 juillet 1667, seigneur de Germiny, Olchey, Gauviller, Ognéville, des Voiries, Crespey, Viterne, ministre et secrétaire du duc de Lorraine Charles IV, sont inhumés en l'église paroissiale de Nancy ;
4. Marguerite, née le 30 juin 1603 ;
5. Jean, né le 2 août 1605 à Saint-Mihiel ;
6. Lucie, née le 21 septembre 1606 à Saint-Mihiel ;
7. Jeanne, née le 16 avril 1608 à Saint-Mihiel ;
8. Jean, né le 16 avril 1610 à Saint-Mihiel ;
9. Marguerite, née le 13 novembre 1612 à Saint-Mihiel ;
10. Françoise, née le 19 novembre 1614 à Saint-Mihiel ;
11. Claude, née le 12 novembre 1615 à Saint-Mihiel fut mariée à Gérard Darmur, seigneur de Senonville, lieutenant-général des armées impériales de Charles IV et en secondes noces, en 1649, à Jean de Bettainvillers ;
12. Jeanne née le 12 août 1619 à Saint-Mihiel ;
13. Marie, née le 5 juillet 1621 à Saint-Mihiel, seconde épouse de François de Bloise d'Amblemont, écuyer, sseigneur d'Amblemont, la Croix-sur-Meuse, Troyon. Elle meurt le 8 novembre 1691 à la Croix-sur-Meuse et elle est inhumée à Saint-Mihiel ;
14. Anne née le 8 février 1622 à Saint-Mihiel, première épouse de François de Bloise d'Amblemont écuyer, seigneur d'Amblemont, la Croix-sur-Meuse, Troyon[32].

- Armoiries : D'azur, à la fasce d'argent, chargée de trois têtes de lion arrachées de gueules, lampassée de même et accompagnée en clef de deux étoiles d'or et en pointe de trois besants de même, posé 2 et 4 ; pour cimier : un lion naissant de gueules tenant de ses pattes un étoile d'or et accompagnée de trois molettes d'or[33].

François 1er de Bloise d'Amblemont : né le 30 avril 1628 à Saint-Mihiel, seigneur d'Amblemont et d'Imonville, huitième enfant de Blaise Bloise d'Amblemont, conseiller à la cour souveraine de Saint-Mihiel, et de Catherine Rhoder de Casenove (veuve de Jean Rutant, seigneur d’Hannonville, conseiller d'État du duc de Lorraine).
En premières noces, il épousa Anne-Charlotte Rutant, fille de Jean Rutant et de Catherine de Rhoder de Casenove, qui lui apporta les terres d'Hannonville.
De ce mariage, il y eut Françoise-Catherine, François, Marguerite-Nicole. François épousa le 3 mai 1707, à Hannonville, Marie-Thérèse comtesse d'Herbestein, chanoinesse de Remiremont. De ce mariage, il y eut : François-Joseph né à Hannonville, le 8 mars 1709, qui fut nommé chambellan du duc de Lorraine le 17 septembre 1720. Le 20 octobre suivant, il obtenait l'érection d'Hannonville en Comté, composé des hautes et basses justices de Tillot, Dommartin-la-Montagne, Amblemont, Fontaine, moitié de la Croix-sur-Meuse, Hannonville, Trevoisin, Boisgontier ou Fossés-aux-Quatre-Seigneurs, Moulins, Laquel, La Vioux et les Ruppes, Rebeuville, Champelon, Morville et le Ban d'Allaville, le quart en île de Troyon, moitié de Bannoncourt, Ambly, Hamereville, le huitième de Mouaville, la seigneurie de la cour, enfin le quart et le sixième d'Imouville. François-Joseph de BLOISE, comte de Bloise et d'Hannonville, chambellan du duc Léopold, épousa Élisabeth-Charlotte-Léopoldine, comtesse de Cardon et de Vidampierre, fille d'honneur de la duchesse de Lorraine, sont nés : Marguerite-Nicole qui eut pour Marraine sa tante Nicole, comtesse de Bloise, dame de La Croix-sur-Meuse ; Anne-Barbe, jumelle de la précédente ; François-Joseph-Toussaint qui fut commandeur de Malte ; Charlotte-Eugénie.
En secondes noces, il épouse Marie Rutant qui meurt à La-Croix-sur-Meuse le 8 novembre 1691 et qui est inhumée à Saint-Mihiel le 9 novembre 1691.
François 1er de Bloise d'Amblemont meurt à La-Croix-sur-Meuse le 17 juin 1704 à l’âge de 76 ans. Après la cérémonie, il est inhumé dans l’église d’Hannonville suivant ses intentions devant le grand autel.
Nom francisé en De Bloisse en 1766 lors du rattachement de la Lorraine à la France.
- Armoiries : d'Azur, à deux clefs d'argent passées en sautoir; pour cimier : un sauvage naissant[37].

De Rosières, De Rozières Branche de La Croix-sur-Meuse
- Armoiries : D'or, à deux léopards d'azur, l'un sur l'autre, armés et lampassés de gueules, celui de la pointe contourné, à la bordure engrêlée de gueules ; pour cimier : Un léopard de l'écu.

Il résulte du mémoire fourni par celle de Saint-Mihiel dite plus communément de La Croix-sur-Meuse, dont elle avait la seigneurie, que le premier de ses membres venu en ce pays, était, pour ne pas remonter plus haut, Jean seigneur de Rancourt, marié à Jeanne de La Mothe, fille de Jean de La Mothe, conseiller d'État du duc Antoine de Lorraine et de Jeanne de Briey.
Charles de Rosières : il est seigneur de Vaulx-le-Petit, Euvezin, Bouillonville, capitaine d'une compagnie de 100 hommes de pied pour le service du roi, par commission du 20 août 1612, ensuite maréchal des camps et Armées de sa Majesté, et gouverneur de Marsal. Il épouse Marie Du Puy et ont pour enfants :
- Jean de Rosières, marié à Bonne de la Chaussée et auteur de la branche des seigneurs de Vaulx (Éteinte).
- François de Rosières né le 28 octobre 1621, seigneur de Sampigny, marié à Marguerite De Bloise d'Hannonville, dame de La Croix-sur-Meuse.
- Étienne de Rosières né en 1622, seigneur d'Euvezin et Bouillonville, marié en premières noces à Marie de Rosières, marié en secondes noces à Marguerite de Thomesson.

Étienne de Rosières : fils de Charles de Rosières et de Marie Du Puy, il est né en 1622 à Coin-sur-Seille, et mort en 1654. Il est écuyer, seigneur d'Euvezin et de Bouillonville, il est premier maître d'hôtel de Charles IV, duc de Lorraine et de Bar, major du régiment d'Infanterie d'Aunis.
Il épouse en premières noces le 30 décembre 1640, par contrat, sa cousine germaine, Marie de Rosières, née en 1622 (fille de Étienne de Rosières, seigneur de Monthairon, et de Anne Marien, veuve de Jean Rutant). Ils ont pour enfants :
- Étienne II de Rosières : seigneur de La Croix-sur-Meuse, major d'un régiment de cavalerie pour le service du duc Charles IV ; il est tué à la bataille de Saint-François.
- Charles Antoine de Rosières : Né le 17 février 1641, mort le 1er juillet 1722 : capitaine de cavalerie au service du duc Charles IV ; il est comte de Rosières, seigneur d'Euvezin et de Bouillonville, Le Nœud, Dommarie et Monthairon. Il obtient au retour du duc Léopold dans ses États, un diplôme le 21 novembre 1713, qui lui accorde et à toute sa prospérité le titre de comte, en considération de l'ancienneté de sa Maison.

Il épouse en secondes noces en 1648 Marguerite de Thomesson (fille de Louis Thomesson, seigneur de Remécourt, chambellan du duc de Lorraine et d'Agnès de Véroncourt). Ils ont trois fils, morts au service du roi sans avoir contracté d'alliance et une fille qui est religieuse.
Il fit partage par acte du 24 février 1654, passé devant maître Robert, notaire à Saint-Mihiel, avec François et Jean ses frères, de plusieurs biens immobiliers fiefs et seigneurie à échus par le décès de feu honoré seigneur Charles de Rosières, seigneur de Vaux-le-Petit et de honorée dame Marie Du Puy leurs père et mère.
Il passait la belle saison à La Croix-sur-Meuse, sa maison de Saint-Mihiel était voisine des arcades du palais. Suivant le partage par acte du 24 février 1654, il vendit à son frère François sa maison de Saint-Mihiel en s'y réservant un logement pour sa vie et celle de sa femme. Cette maison aujourd'hui fondue dans celle de madame Chastel, fut revendue par François de Rosières en 1746 à Francquemont, moyennant un prix de 14 000 livres.
François de Rosières : fils de Charles de Rosières et de Marie Du Puy, il est né le 28 octobre 1621 Il épouse le 17 novembre 1653 Marguerite de Bloise d'Amblemont née le 14 juillet 1630 à Saint-Mihiel (Archives départementales de la Meuse, état civil de Saint-Mihiel de 1624 à 1639, original abs, page 66, acte de naissance marguerite de Bloise d’Amblemont), dame de La Croix (fille de Blaise de Bloise d'Amblemont et de Anne Rutant) Il devient seigneur de Sampigny et de La Croix-sur-Meuse, comte de Rosières de Marchéville, seigneur de La Croix-sur-Meuse, Doncourt et Valleroy. Ils ont pour enfants :
- Étienne III de Rosières né le 20 mars 1655, seigneur de La Croix-sur-Meuse.
- Marie-Françoise de Rosières née le 6 mars 1658 à Saint-Mihiel qui épouse le 17 septembre 1681 Frédéric Simonin.
- Marguerite de Rosières née en 1666, dame de La-Croix-sur-Meuse, morte le 23 novembre 1741 à Saint-Mihiel (Archives départementales de la Meuse, état civil de Saint-Mihiel de 1738 à 1754, original abs, page 52, acte de décès de Marguerite de Rosières épouse Barrois). Elle épouse le 4 février 1684 à Saint-Mihiel, Jean-François Barrois né en 1641, mort le 24 août 1726 à Saint-Mihiel[39], chevalier, seigneur de Saint-Remi, Troyon, baron de Manonville, comte de Kœur.

Étienne III de Rosières : fils de François de Rosières et de Marguerite de Bloise d'Amblemont, il est né le 20 mars 1655 à Saint-Mihiel. Il devient capitaine au service de la France, fut seigneur de La Croix-sur-Meuse. Étienne III de Rosières avait épousé, le 14 mai 1680 à La Croix-sur-Meuse, Anne-Thérèse De Maillet, fille de Nicolas De Maillet, secrétaire de la Chambre du comte de Bar et de Françoise Bourgeois (1625). Étienne III de Rosières outre les dons qu'il fit à la Charité de Saint-Mihiel, gratifia la commune de La Croix-sur-Meuse de plusieurs rentes pour les pauvres et d'un gagnage lui provenant de Benoît de Maillet, consul au Caire ; on voit qu'en toutes occasions, malgré sa nombreuse famille, il faisait de sa fortune un emploi généreux.
 Il mourut le 24 novembre 1739 âgé de 86 ans ; il fut inhumé dans le chœur de l'église de La Croix-sur-Meuse où sa tombe, quelque peu égratignée pendant la Terreur, fut néanmoins laissée sur place jusqu'en 1862 que l'édificateur du nouveau temple (le curé Langard, sur le plan de Maxe, architecte diocésain), après avoir mis ses cendres aux décombres, la relégua devant la porte, pour servir de marches à l'entrée (la nouvelle église de Lacroix-sur-Meuse). Cette destination irrespectueuse ne répond guère aux sentiments de ses concitoyens contemporains qui manifestent leur attachement et reconnaissance envers leur seigneur en assistant tous à ses funérailles, ce que son acte de décès constate, à leur honneur et au sien. Madame Anne-Thérèse De Maillet escortée des mêmes sympathies, fut conduite de même à côté de son mari le 3 novembre 1748, âgée de 96 ans ; il n'en reste aucun vestige.
Ils ont eu pour enfants :
- Benoît, Nicolas Rozières né et baptisé le 6 octobre 1681 à La-Croix-sur-Meuse, il a eu pour parrain Nicolas-Jean de Faillonnet, seigneur de La Hayville, au nom de monsieur Benoît Maillet et pour marraine dame Anne de Faillonnet, femme de monsieur de Procheville, confident auprès de monsieur le seigneur de Ranzières[42]. Il est mort le 28 octobre 1704 à La-Croix-sur-Meuse âgé de 23 ans. Son corps a été inhumé en l’église du dit lieu auprès la cérémonie. (Archives départementales de la Meuse, état civil de La Croix-sur-Meuse de 1660 à 1729, 1.E.1, cote dépôt 202 page 68-89, acte de décès de Benoît, Nicolas de Rosières) ;
- Joseph de Rozières né vers 1683 ;
- François, Augustin de Rozières né et baptisé vers 1685 à La Croix-sur-Meuse ;
- Marguerite, Charlotte de Rozières née et baptisée vers 1686 à La Croix-sur-Meuse ;
- Charlotte de Rozières née et baptisée le 2 octobre 1688 à La Croix-sur-Meuse, elle a eu pour parrain Nicolas-François de Gondrecourt et pour marraine Marguerite, Charlotte De Varin, épouse de Marion-Gabriel-François d’Armure, seigneur de Gerbéviller, cousin du Roy au parlement de Metz. (Archives départementales de la Meuse, état civil de La Croix-sur-Meuse de 1660 à 1729, 1.E.1, cote dépôt 202, page 50) ;
- Rose de Rozières née 2 octobre, baptisée le 3 octobre 1688 à La Croix-sur-Meuse, et fut conduite par ses parents au cimetière de la paroisse (Archives départementales de la Meuse, état civil de La Croix-sur-Meuse de 1660 à 1729, 1.E.1, cote dépôt 202, page 50) ;
- Nicolas, Gabriel de Rozières, né le 10 septembre 1690 à La Croix-sur-Meuse, baptisé le 18 septembre 1690 ; il a pour parrain Joseph, Nicolas De Franemont, seigneur de Denoue, pour marraine Barbe, Gervaise, épouse de monsieur le baron de Natilliac, seigneur de Mayzee, capitaine pour le service de sa Majesté (Archives départementales de la Meuse, état civil de La Croix sur Meuse de 1660 à 1729, 1.E.1, cote dépôt 202, page 55-56) ;
- Nicolas de Rozières né le 10 novembre 1691 à La Croix-sur-Meuse ; il a eu pour parrain François- Augustin de Rozières et pour marraine Nicole de Bloise d'Amblemont. (Archives départementales de la Meuse, état civil de La Croix-sur-Meuse de 1660 à 1729, 1.E.1, cote dépôt 202, page 60) ;
- Ange, Allexille de Rozières, né le 16 juin 1693 à La Croix-sur-Meuse, baptisé le 16 juin 1693. Il a eu pour parrain Joseph de Rozières, pour marraine Marguerite de Rozières (Archives départementales de la Meuse, État civil de La Croix-sur-Meuse de 1660 à 1729, 1.E.1, cote dépôt 202, page 14-15). Il meurt le 17 juin 1762 ;
- Catherine, Victoire de Rozières née le 15 juin 1695 à La Croix-sur-Meuse. Elle a eu pour parrain Augustin de Rozières, pour marraine mademoiselle Catherine, Rose Baarois[43],[44],[45] ;
- N. né le 23 avril 1706, baptisé à La Croix-sur-Meuse et mort le jour même le 23 avril 1706 (Archives départementales de la Meuse, État civil de La Croix-sur-Meuse de 1660 à 1729, 1.E.1, cote dépôt 202, page 96 acte de décès de N).

Nicolas-Gabriel de Rozieres : fils d'Étienne III de Rosières, seigneur de La Croix-sur-Meuse, né le 10 septembre 1690 à La Croix-sur-Meuse (Archives départementales de la Meuse, état civil de La Croix-sur-Meuse de 1660 à 1729, 1.E.1, cote dépôt 202, page 55-56) entra dans la Société des Jésuites le 14 octobre 1705, fit vœux solennels le 2 février 1724. On lui doit l'oraison funèbre de Louis XIV, qu'il prononça dans le collège royal de Strasbourg le 21 novembre 1715, elle fut imprimée à Strasbourg chez Michel Storck.
Il fit aussi imprimer à Nancy, chez J.B.Cusson, en 1729, in-4o, l'oraison funèbre de Léopold Ier, duc de Lorraine et de Bar (Dom Calmet, Bibliothèque de Lorraine) (Bibliothèque sacrée ou dictionnaire universel par les Révérends Richard et Giraud, tome vingt-unième, page 241, à Paris chez Boiste fils aîné, libraire-éditeur, M DCCC XXV).
Catherine-Victoire de Rozières : fille d'Étienne III de Rosières et Anne-Thérèse De Maillet, elle est née le 15 juin 1695 à La Croix-sur-Meuse, elle meurt le 1er décembre 1763 à Bar-le-Duc. Dame de la Croix-sur-Meuse, elle est élève à la Maison royale de Saint-Louis à Saint-Cyr du 6 novembre 1705 au 14 juin 1715. Elle épouse le 17 janvier 1719 Jean-Baptiste d'Alençon né le 26 septembre 1667 à Bar-le-Duc, mort le 4 avril 1746 dans cette même ville (fils de François d'Alençon 1612-1679 et de Jeanne de Beurges) ; il est comte d'Alençon, baron de Bauffremont, seigneur de Villotte. Ils ont pour enfants :
- Jean d'Alençon mort en 1728 ;
- Mathias d'Alençon, né en 1724, comte d'Alençon, seigneur de Braux et de Naives-e-Blois ;
- Charles-Mathias d'Alençon né le 24 janvier 1727 à Bar-le-Duc, mort le 15 avril 1794 à Paris ; il est comte d'Alençon, baron de Bauffremont, seigneur de Neuville sur Ornain, capitaine de cavalerie au régiment de Charles-Maurice de Talleyrand-Périgord gentilhomme de Lorraine et du duché de Bar : bailliage de Bar-le-Duc[46].

Il épouse Françoise Thérèse Éléonore de Nettancourt de Passavant née en 1716, morte en 1794. Député suppléant du bailliage de Toul, admis à siéger le 14 mars 1790 en remplacement du comte de Rennel démissionnaire ; siégeant à droite sans avoir jamais pris la parole, il est condamné à mort par le tribunal révolutionnaire le 15 avril 1794 pour intelligence avec les émigrés (procès du Directoire).
- Célestin d'Alençon né en 1740.

Après le décès d'Étienne III de Rozières (Rosières), son fils Nicolas Gabriel de Rozières, seigneur de La-Croix-sur-Meuse, étant prêtre donc sans lignée ; il ne subsista que deux Rameaux des seigneurs de La Croix-sur-Meuse en la personne de ses deux fils François-Augustin et Ange-Allexille.
Le premier rameau en la personne de son fils François-Augustin de Rozières (Rosières) :
- François-Augustin de Rozières (Rosières) : il est né et baptisé vers 1685 à La Croix-Sur-Meuse il est le fils d’Étienne III de Rosières et de Anne-Thérèse de Maillet il meurt le 10 novembre 1740 à La Croix-sur-Meuse. Seigneur de La Croix-sur-Meuse, il épouse en 1732 Antoinette, Françoise Thouvenin, fille de Jean Thouvenin, gentilhomme ordinaire du duc de Lorraine en 1691 et de Marie de Bazelaire de Lesseux. Il meurt le 10 novembre 1740 à La Croix-sur-Meuse. Ils ont pour enfants :
- Anne-Antoinette de Rosières née le 27 septembre 1733 à Saint-Mihiel ;
- N. de Rosières né et mort en 1734 à Saint-Mihiel ;
- Thérèse de Rosières née le 13 mars 1737 à Saint-Mihiel ;
- Georges-Gabriel-François de Rosières né le 24 décembre 1738 à Saint-Mihiel ;
- Gabriel-François de Salles de Rosières né le 29 janvier 1740 à Saint-Mihiel capitaine-major au régiment du Cap de Saint-Dominique où il est mort le 11 octobre 1775 ;
- Marie-Anne de Rosière née le 29 janvier 1740 à Saint-Mihiel.

Georges-Gabriel-François De Rozières (Rosières) : né le 24 décembre 1738 à Saint-Mihiel son père est François-Augustin de Rozières, sa mère Antoinette-Françoise Thouvenin. Comte de Rozières, Chevalier de l’ordre royal et militaire de Saint-Louis, major d'un régiment d’infanterie de Navarre, seigneur originaire et résident de La Croix-sur-Meuse, gentilhomme de Lorraine et du duché de Bar : bailliage de Saint-Mihiel (procès-verbal de l'Assemblée des trois ordres 20 mars 1789-Archiv, imp B.III.21. p. 259-293), il épouse Nicole–Françoise De Mahuet, baronne originaire de Nancy et ont pour enfants :
- Antoinette-Françoise de Rozières née et baptisée le 28 août 1781 à La Croix-sur-Meuse qui a eu pour parrain Jean-Baptise de Lignicourt, baron de Magner, comte de Contrisson et Mailly, son régent maternel représenté par monsieur Alix Crétin, homme du château de messire de Rosières et pour marraine dame Antoinette-Françoise Thouvenin, épouse de messire François-Antoine de Rosières, chevalier de l’ordre royal militaire de Saint-Louis, commandant de ville et citadelle de Vandœuvre, ayeul paternel, mariée en premières noces à messire comte de Rosières, écuyer, seigneur en partie de La-Croix, représentée par Cécile Grosdidier[47]. Elle meurt à La Croix-sur-Meuse le 20 septembre 1781 à 11 heures du matin. Son corps est inhumé le lendemain à midi dans le cimetière de la paroisse après cérémonie dans l’église de la paroisse en présence des paroissiens et de la parenté, surtout d’Alexis Crétin, homme de la chambre du dit comte de Rosières et de Jean-François Motal et de Marguerite de Rosières qui ont signé.
- Anne-Antoinette de Rosières née et baptisée à La Croix-sur-Meuse le 10 août 1784 qui a pour parrain monsieur Georges-Gabriel-François Barrois, chevalier, seigneur de Saint-Remy, Troyon, baron de Manonville, ancien capitaine de cavalerie de l’ordre royal militaire de Saint-Louis résidant à Manonville ; pour marraine mademoiselle Anne-Antoinette de Rosières, sa tante maternelle, résidant à Nancy, représentée par Nicolas et Anne Geoffroy, domestiques du château de la paroisse d’origine (Archives départementales de la Meuse, État civil de La Croix-sur-Meuse 2.E.276(1) 1765 à 1792, 1.E.2, page 166, acte de naissance de Anne-antoinnette de Rozières) Elle épouse Gédéon Le Duchat en 1803.

Le deuxième rameau en la personne de son fils Ange-Allexille De Rozières (Rosières)
- Ange-Allexille De Rozières (Rosières) : né et baptisé le 10 juin 1693 à La Croix-sur-Meuse, fils d’Étienne III de Rosières et de Anne-Thérèse de Maillet, il a eu pour parrain Joseph de Rozières, pour marraine Marguerite - Charlotte de Rozières. Il meurt le 17 juin 1762 à Saint-Mihiel (Archives départementales de la Meuse, État civil de Saint-Mihiel de 1754 à 1764, original abs, page 154, acte de décès).
- Comte de Rosières, Chevalier, seigneur de La-Croix-sur-Meuse, Doncourt, de Sampigny et autres lieux, ; il épouse le 1er juin 1718 Lucie de Faillonnet née le 23 juillet 1691 à Saint-Mihiel (Archives départementales de la Meuse, État civil de Saint-Mihiel de 1688 à 1736, page 158, acte de mariage Ange Alix de Rosières et Lucie de Faillonnet)) et ont pour enfants :
- Marie-Anne née le 7 mars 1719 à Saint-Mihiel, meurt le 10 décembre 1719 à La-Croix-sur-Meuse, à l'âge de 10 mois. Elle est enterrée au cœur de l’église de LaCroix en présence de ses parents. (Archives départementales de la Meuse, État civil de La Croix-sur-Meuse de 1660 à 1729, 1.E.1, cote dépôt 202, page 155, acte de décès de Marie-Anne de Rosières) ;
- Charles né le 17 mars 1720 à Saint-Mihiel, meurt en 1737 ;
- Barbe-Nicole née le 18 avril 1721 à saint-Mihiel qui épouse en 1756 Joseph -Philippe de Barat de Boncourt né en 1722 ;
- Marguerite née en 1723, morte en 1726 ;
- Lucie qui épouse Jean-Pierre Barat de Boncourt ;
- Henri-Nicolas-Antoine de Rozières (Rosières): né le 12 janvier 1726 à Saint-Mihiel, il est le fils de Nicolas Alexis de Rosières et de Lucie Faillonnet. Il meurt le 17 juin 1762 à Saint-Mihiel.

Comte de Rozières, chevalier, seigneur de La Croix-sur-Meuse et autres biens, il épouse Cécile de La Vergne de Marchéville, fille de François de La Vergne et de Marie-Anne de Dislot, ils ont pour enfants :
- Alexis-François né et baptisé en 1757 à La Croix-sur-Meuse ;
- Lucie-Cécile née et baptisée en 1758 à La Croix-sur-Meuse ;
- Marie-Anne-Charlotte née et baptisée le 14 février 1760 à La Croix-sur-Meuse qui a eu pour parrain Charles de Faillonnet, chevalier d'armée, capitaine de cavalerie, baron de Manonville, ancien capitaine des Gaules et de l’Empire et pour marraine Anne-Charlotte Difton, marquise de Choiseul, veuve d’Antoine, marquis de Choiseul, accompagnée de son ancien brigadier des armées et de son colonel d’infanterie, représentée par Didier Fraychard et Marie-Anne Vichalot domestique de la maison. Elle morte en 1782. (Archives départementales de la Meuse, État civil de La Croix-sur-Meuse de 1759 à 1783, E., dépôt 202 (1 E 2), page 11 acte naissance de Marie-Anne-Charlotte de Rosières) ;
- Marie-Ange-Joséphine née et baptisée le 6 février 1761 à La-Croix-sur-Meuse qui a eu pour parrain Joseph- Philippe De Barat de Boncourt, capitaine d’un régiment d’armée de cavalerie et pour marraine mademoiselle Marie-Anne de La Vergnes, comtesse de Marchéville. Elle épouse Toussaint-César de Tremereux (Archives départementales de la Meuse, État civil de La Croix sur Meuse de 1759 à 1783, E., dépôt 202 (1 E 2), page 18 acte naissance de Marie-Ange- Josephine de Rosières) ;
- Pierre-François né et baptisé le 25 avril 1762 à La Croix-sur-Meuse qui a eu pour parrain messire Pierre-François, baron de Colliquer, lieutenant-colonel au 8e régiment de cavalerie de Joigny et pour marraine dame Victoire de Rosières, épouse de messire Jean-Baptiste, comte d’Alençon, lesquels parrainés et marrainés, ont été représentés par Didier Fraychard et Françoise Saintin domestiques à la maison qui ont signé sur le registre ensemble et messire de Rosières le père de l'enfant (Archives départementales de la Meuse, État civil de La Croix sur Meuse de 1759 à 1783, E dépôt 202 (1 E 2, page 27, acte de naissance de Pierre-François de Rosières) ;
- Elisabeth-Sophie née et baptisée et morte le 13 mars 1763 à La Croix-sur-Meuse qui a pour parrain Joseph-Jean- François-Alexandre, comte de Rozières, seigneur D’Euvezin et autres Lieux, grand Bailli de Thiaucourt et pour marraine dame Elisabeth-Charlotte-Léopoldine, née comtesse de Cardon de Vidampierre, épouse du grand et puissant seigneur François, Joseph, comte de Bloise d’Hannonville, chambellan de sa majesté le duc Léopold de Lorraine, chevalier du corps militaire d'Étienne. Les dits parrain et marraine remplacés par monseigneur Alix-François, comte de Rosières et mademoiselle Lucie-Cécile de Rosières, fille du seigneur qui ont accompagné ensuite le corps avec Didier Fraychard et Françoise Gosdidier, domestiques de la maison (Archives départementales de la Meuse, État civil de La Croix sur Meuse de 1759 à 1783, E., dépôt 202 (1 E 2), page 33,34 acte naissance Elisabeth- Sophie de Rosières) ;
- Henry-François né, baptisé et mort le 23 mars 1764 à La-Croix-sur-Meuse.Son corps fut inhumé le même jour dans l’église de La Croix (Archives départementales de la Meuse, État civil de La Croix sur Meuse de 1759 à 1783, E., dépôt 202 (1 E 2), pages 40–41, acte naissance et décès de Henry-François de Rosières) ;
- Marie-Sophie de Rosières née et baptisée le 20 janvier 1766 à La Croix-sur-Meuse qui a pour parrain monsieur François Alix de Rosières et pour marraine mademoiselle Lucie Cécile de Rosières (Archives départementales de la Meuse, État civil de La Croix sur Meuse 2. E.276(1) 1765-1792 page 68 ; E dépôt 202(1.E;2) 1759-1783 page 59-60) ;
- Marie-Rosalie de Rosières née et baptisée le 28 février 1767 à La Croix-sur-Meuse qui a pour parrain monsieur Alexis-François de Rosières et marraine mademoiselle Lucie-Cécile de Rosières(Archives départementales de la Meuse, État civil de La Croix sur Meuse de 1759 à 1786, 1.E.2, cote dépôt 202, page 68) ;
- Marie-Henriette de Rosieres née et baptisée le 15 juillet 1768 à La Croix-sur-Meuse qui a pour parrain monsieur Alexis-François comte de Rosières, pour marraine mademoiselle Anne-Charlotte de Rosières sa filleule (Archives départementales de la Meuse, État civil de La Croix sur Meuse de 1759 à 1783, 1.E.2, cote dépôt 202, page 77) ;
- Marie Angélique née et baptisée le 13 octobre 1772 à La Croix-sur-Meuse qui a eu pour parrain Alix-françois de Rosières et marraine Marie-Joseph de Rosières (Archives départementales de la Meuse, État civil de La Croix sur Meuse de 1759 à 1783, E., dépôt 202 (1 E 2), page 105 acte naissance Marie-Angélique de Rosières).

Comte de Rozières de La Croix-sur-Meuse, gentilhomme de Lorraine et du duché de Bar: bailliage de Saint-Mihiel.
Il est également seigneur de Marchéville et en 1769 seigneur de Valleroy dont la seigneurie devint propriété indivisible avec monsieur de Lisle de Moncel et monsieur.Barat de Boncourt. La communauté de Valleroy était en perpétuel seigneurial trop pesant. Elle accueillit favorablement la Révolution
Nom francisé en de Rozières en 1766 pour les services rendus à Louis XIV, roi de France, par Étienne III de Rosières et lors du rattachement de la Lorraine à la France.

### Après 1789
À la Révolution française de 1789, les biens des seigneurs de Lacroix-sur-Meuse et de leurs héritiers sont démantelés, dispersés et vendus.
Une loi du 22 décembre 1789 ordonnant la division de la France en départements, la commune de Lacroix-sur-Meuse désignée pour être le chef-lieu de l'un des cantons, avec justice de paix du district de Saint-Mihiel.
Ce canton, composé de onze municipalités, comptait un total de 725 citoyens actifs, à savoir : Dompierre-aux-Bois 48 citoyens, Lacroix-sur-Meuse 124 citoyens, Lamorville 51, Lavignéville 38, Maizey 64, Ranzières 50, Rouvrois-sur-Meuse 118, Seuzey 38, Spada 48, Troyon 96, Vaux-les-Palameix 50.
Le nombre des cantons qui a été fixé, pour le département de la Meuse à 79, par le décret du 14 avril 1792, est réduit à 28 par arrêté du 19 octobre 1801 (27 vendémiaire an X).
Le canton de Lacroix-sur-Meuse est supprimé et les communes qui le composaient réparties dans les cantons :
- Saint-Mihiel : les communes de Dompierre-aux-Bois, Lacroix-sur-Meuse, Maizey, Ranzières, Rouvrois-sur-Meuse, Spada, Troyon ;
- Vigneulles-les-Hattonchâtel : celles de Lamorville, Lavignéville, Seuzey, Vaux-les-Palameix[49].

En 1789, à la charge de la communauté de Lacroix, le bureau intermédiaire de Saint-Mihiel s’occupe de la reconstruction du pont jeté sur la Meuse.
Le 18 et 19 avril 1791, les fermes de La Croix-sur-Meuse appartenant aux monastères de l’Étanche et de Benoite-Vau qui rapportaient dans les années 1710 70 boisseaux de blé et 85 boisseaux d’avoine, sont vendues. Le gagnage de La-Croix, à Nicolas Mougin de Lavignéville au prix de 11 800 livres, assignats au cours du jour valant 11 446 livres. Six fauchées de près à La-Croix, à François Vadel de La-Croix au prix de 1 975 livres, assignats au cours du jour valant 1 915 livres.
En 1792, le château est en partie démoli et les parties conservées transformées en mairie ; l’ancienne demeure seigneuriale en école tenue par des sœurs religieuses ; dans l'église les registres paroissiaux se reportant à la période de 1730 à 1758 ont disparu afin d’effacer toutes traces des De Rosières, seigneurs de La Croix-sur-Meuse : les tombeaux d'Étienne III de Rosières et de son épouse Anne Thérèse De Maillet sont profanés (leurs noms martelés et burinés).
Le 23 mai 1791, le gagnage de la Cure est vendu 14 000 livres ; le 22 janvier 1793 treize fauchées de la fabrique du Rosaire sont vendues 8 075 livres ; le 13 mars 1793 la ferme de la fabrique du Rosaire est vendue 18 400 livres.
Les terres et prés de « la fabrique du Rosaire » fondée vers 1740 par Marie Rutant sont vendues le 24 messidor an II pour la somme de 3 450 livres ; les biens d'une œuvre de charité dont les revenus servaient à secourir les pauvres sont vendus le 8 fructidor an III pour la somme de 20 700 livres (don d'Étienne III de Rosières provenant de Benoît Maillet).
Laurent Rouvrois né le 6 novembre 1756, curé de La Croix-sur-Meuse, ancien vicaire des Islettes est déporté et émigré suivant un jugement du Ier pluviôse an XI (21 janvier 1803) puis transféré à Bannoncourt en 1825.
Sur le territoire, à environ deux kilomètres de la commune, existait l'ancien village de Domremy, dont l'église a été donnée en 1051 à l'abbaye de Saint-Mihiel ; il est détruit par les Suédois en 1634 par les troupes de Gustave II Adolphe de Suède et une rumeur ancienne dit que le trésor de cette église a été jeté dans le puits de l'ancien prieuré de Rehemond situé dans les environs.
Le hameau de Baillon mentionné en 1571 a disparu pendant la guerre de Trente Ans ; il n'en reste plus qu'une ferme.
En 1635, à la suite des ravages de la guerre de Trente Ans et d'une épidémie de peste, la population est réduite à cinq feux qui se composaient des familles Charles, Emond, Henry, Jamin et Villain.
En 1750, on comptait 98 ménages, et en 1806 sa population était de 871 habitants.
Son église du XIIe siècle, construite sur la source Saint-Jean, probablement à l'initiative d'Ursion de Watronville, évêque de Verdun de 1129 à 1131, était une petite église romane très simple. Un petit clocher doté d’une seule cloche faisait face à la rue du château et son bâtiment était orienté est-ouest. Huit fenêtres romanes éclairaient trois petites nefs et huit piliers ronds soutenaient les voûtes d’arêtes. Un petit chœur à pans coupés fermait une extrémité de l’église et était voisin d’une petite sacristie. L’intérieur était très bas, on descendait cinq marches pour arriver aux nefs. La tour du clocher n’était dotée que d’une seule cloche et cela était insuffisant pour être entendue de toutes les maisons. Cette église étant trop petite et menaçant de ruine, le 6 février 1806, sous la présidence de Nicolas Villain, le conseil municipal décide son agrandissement. La nef est allongée de 2 piliers pour atteindre par le fait la longueur de 28 m, sa largeur restant à 16 m et cela en coûta à la commune la somme de 9 755 francs. Le 12 février 1807, une seconde cloche fut achetée et une horloge en 1824 à la demande de messieurs B. Charles, B. Boudot, Louis Feulat, Thonin pour la somme de 1 000 francs car, auparavant, seule la sonnerie de l’angélus servait de mesure du temps ; à 6 h en hiver, à 5 h en été et le couvre-feu à 9 h du soir.
En 1832, à la suite d'une épidémie de choléra, le cimetière situé près de l'église étant trop petit, le 26 octobre 1835 la municipalité fait construire un nouveau cimetière qui sera entouré d'un mur en pierre de taille et d'une porte d'entrée édifiée en style gothique. Celui-ci sera agrandi en 1837 puis en 1877.
En 1836, la population était de 1 112 habitants, son maire Charles Leloup et Gustave Thonin présidant le conseil municipal et désirant donner aux habitants une eau pure et abondante, font construire le réceptacle de la fontaine aux Ormes, et avec l'approbation du comte d'Arros, préfet de la Meuse, la construction de quatre fontaines plus importantes que celles des localités voisines. Ces fontaines seront réalisées par l'entreprise Toussaint suivant les plans de l'architecte départemental, Théodore Oudet ; d'autres plus petites sont construites par la suite.
En 1845, l'église réparée provisoirement étant vétuste, est à nouveau trop petite ; le conseil municipal charge l'architecte Bazoche de Saint-Mihiel d'établir l'avant-projet de construction d'une nouvelle église, puis un autre projet en 1854 qui sera refusé par le commission des bâtiments civils de la préfecture de la Meuse car une nouvelle épidémie de choléra était survenue.
Le nouvel abbé François Langard en parfait accord avec Charles Émond, le maire en place, fait établir un nouveau projet à l'architecte, M. Max, pour un montant de 109 397,10 francs.
Le 15 juillet 1854 en prélude des travaux, le nouveau presbytère est installé dans une partie des bâtiments du château.
Le 30 mars 1858, le projet d'architecture est adopté ainsi que son financement par la vente de beaux chênes de la forêt de Gauffière et par la réutilisation des matériaux provenant de l'ancienne église.
Faute d'accord avec la préfecture de la Meuse qui trouve le projet trop grandiose (une église de 1 000 places, 830 m2 de superficie, des voûtes qui s’élèvent à 18,80 m du sol) ; un plébiscite local est organisé et la municipalité, le 15 août 1858, approuve le plan de l'architecte E. Max, jour de fête de l'empereur Napoléon III.
L'abbé François Langard, le maire Charles Émond, Frankin le notaire, Merland le géomètre, Aubert l'ancien officier, Charles Leloup, Jean-Joseph Delahaye, tous les conseillers activent les entreprises.
Le gros-œuvre de la nouvelle église est exécuté avec les pierres de Varvinay, Senonville et de la Boude par les entreprises Denaille, Frey, Parisot, Picard et est terminé le 1er octobre 1860.
Le clocher de 65 m et sa toiture sont exécutés par un menuisier de Hattonchâtel, la croix qui domine l'église ainsi que les ferrures des portes par Simon Lahaye et Eugène Germain.
Le 1er octobre 1861 les nouvelles cloches, d'un poids de 4 500 kg, sont commandées et fondues par le facteur Goussel de Metz ; le 16 mars 1861, le dallage est adjugé à Nicolas Forgeot, les meubles à Gérard Toussaint, les vitraux à Claude Mena, peintre verrier à Paris, et un vitrail est offert en don par madame de La Ruelle ; l'horloge est achetée à monsieur Mazillac, maître horloger à Verdun.
La toiture est posée le 22 juin 1861 et l'église est bénite le 29 septembre 1862 par Mgr Rosat, évêque de Verdun.
Entre 1827 et 1867, afin d’utiliser la force motrice du ruisseau de Dompierre, le long de son cours sont construits des moulins à grains et des papeteries qui exploiteront les bois des forêts environnantes. La papeterie et le moulin à grains de Baillon (origine du sieur Thiesse) ; la papeterie « point-du-jour » (également ancienne saboterie jusqu’en 1962), la papeterie du Corap (transformée en pisciculture de loisirs en 1970), la papeterie de Domremy (propriété du duc Charles III de Lorraine vers 1593, à la suite de la donation des Savigny, puis propriété de Jean Rutant), le moulin à grains dit le chêne (transformée en ferme agricole).
En 1870 à la suite de la défaite de Sedan, Lacroix-sur-Meuse subit le passage des Prussiens et son économie prospère décline ; cela lui en coûte la somme de 62 832 francs.
Entre 1875 et 1880 est construit le fort de Troyon, qui fait partie d'une ligne de fortifications imaginée par Séré de Rivières, le canal de l'Est est creusé en 1879 ainsi qu'un port qui facilitera la vente des bois provenant de ses forêts et des communes environnantes.
En cette période, la grande fontaine sert de marché couvert. Des papeteries et des moulins s'installent sur le cours du ruisseau de Dompierre, dans le village est créé un centre de broderies de haute couture.
Vers 1888, la fabrication de toile de coton occupe environ 50 personnes et la broderie 175 personnes.
L’activité de confection y est également développée en petits ateliers de sous-traitance. La chemiserie de madame Lucie Charles, qui travaillait pour la société Seligmann de Vaucouleurs, cesse son activité en 1970.
En 1901, cinq commissionnaires installés à Lacroix-sur-Meuse sont attachés à plusieurs maisons de haute couture de Paris et occupent plus de 500 ouvrières dans la vallée de la Meuse et de la Woîvre.
Les brodeuses réalisent des vêtements brodés de paillettes, de perles ou de strass, des sacs et du linge de table, elles réalisent la robe de mariage de l'épouse du roi Farouk Ier d'Égypte en strass brodés sur du satin.
Faute de repreneurs et d'une politique de bas prix, le dernier commissionnaire, madame Tronville, cesse son activité dans les années 1972-1973.

### À partir de 1900
Dans le cadre de la récupération de l'Alsace Lorraine perdue en 1871, le général Joffre fait établir des thèmes de travail et des règlements qui sont expérimentés lors de manœuvres sur le terrain. Lors de ces manœuvres, en 1891 et 1894 trois corps d'armée sont passés en revue dans la plaine de Lacroix-sur-Meuse.
Le 2 août 1914, le père Charles Faudel fait sonner la grosse cloche pour annoncer la mobilisation générale.
Le 6 septembre 1914, le 5e corps de l'armée allemande stationné à Metz se dirige sur Lacroix-sur-Meuse et au pied du fort de Troyon qu'il ne peut prendre grâce au commandant du fort, le capitaine Heym du 166e régiment d'infanterie.
Quinze jours plus tard, la 40e division d'infanterie de Saint-Mihiel, se servant de nombreux soldats du village, arrive à Lacroix-sur-Meuse et repousse l'ennemi jusqu'à Lamorville en perdant 40 % de ses effectifs et en se cantonnant dans les bois de Selouze.
La résistance des armées s'organise à Lacroix, cinquante autobus de la Madeleine-Bastille assurent la navette des soldats. Une caserne provisoire est construite près du port (sentier des casernes) et une infirmerie est créée près de la basse-fontaine par Marie Poirsin afin de soigner les nombreux blessés du front et civils de Lacroix.
Le clocher de l'église sert d'observatoire ; pour s'y rendre sans être vus, les soldats ont creusé un souterrain qui part de la vanne (maison C. Henry) et qui longe la rue haute pour déboucher dans l'église qui est bombardée par des tirs d'obus.
Le 24 septembre 1914, un premier obus atteint la tour de l'horloge de l'église vers 22 h 30. Seule la petite cloche de l'église se fait entendre, les soldats l'ont transportée dans les tranchées de Selouze afin de sonner les attaques aux gaz.
Les régiments se succèdent : le 154e, 155e, le 161e régiment d'infanterie du colonel Adrien Henry lors de la bataille de Lacroix les 22 et 24 septembre 1914 ; le 164e régiment d'infanterie du lieutenant-colonel Roussel le 22 et 27 septembre 1914 lors de la bataille de la Woïvre et des Hauts de Meuse.
La 67e division d'infanterie (288e RI) fait mouvement sur Lacroix-sur-Meuse le 22 septembre 1914 et engage de violents combats vers Saint-Rémy-la-Calonne, Dompierre-aux-Bois, Ranzières et occupe Vaux-les-Palameix et le nord de Seuzey (guerre de mines au bois des chevaliers à Lacroix-sur-Meuse). C'est au cours d'une reconnaissance de terrain avec ses hommes que le lieutenant Alain-Fournier (auteur du Grand Meaulnes) est tué par une patrouille allemande qui les enterre dans une fosse commune.
Pendant longtemps, des doutes ont subsisté sur le lieu du décès, situé au niveau des limites des territoires de Lacroix-sur-Meuse et de Saint-Remy-la-Calonne. À l’initiative de la commune de Lacroix-sur-Meuse, pour rappeler la mémoire d'Alain-Fournier et signaler les limites de sa disparition, une croix de chemin est exécutée par Dante Donzelli. C'est un amateur passionné de Lacroix-sur-Meuse, Jean Louis, qui découvre le 2 mai 1991 la fosse sépulture dans les bois de Saint-Remy-la-Calonne, et qui la signale aux autorités.
Les corps d'Alain-Fournier et de ses compagnons sont authentifiés le 14 novembre 1991 ; lors d'une cérémonie, ils sont enterrés dans la nécropole nationale de Saint-Remy-la-Calonne.
Le 20 décembre 1914, afin de contenir l'armée allemande qui occupe la poche de Saint-Mihiel (saillant de Saint-Mihiel), une batterie d'artillerie du 218e RAC est installée à la Boude et des tranchées de protection sont creusées.
L'escadrille 7 stationne à Lacroix-sur-Meuse et, au cours d'un décollage, un des avions tombe dans les bois de Selouze le 1er avril 1915.
Les renforts s'organisent, le 220e RI en juillet 1915 à Selouze ainsi que le 257e RAC en 1917 ou le Docteur Paul Voivenel exerce sur le front en tant que responsable d'une ambulance de campagne.
Le 21 août 1915, le 3e bataillon du 46e RIT est mis à la disposition du 2e corps d'armée (67e DI, 133e brigade stationnée à Lacroix-Sur-Meuse) ; le 13 septembre 1915, il relève le 5e bataillon du 220e RI stationné à la Selouze à droite du bois des Chevaliers.
D'autres régiments se cantonnaient dans les bois des Chevaliers, en particulier les 119e et 166e régiments d'infanterie lors de combats le 26 septembre 1916.
Le 25 janvier 1918, un avion Dorand AR.1 piloté par le maréchal des logis Pierre Menandais, accompagné par le lieutenant Georges Bessec, observateur de l’escadrille SAL32, né à Saint-Malo le 28 mai 1891, s’écrase dans la forêt de Lacroix-sur-Meuse. Un monument commémoratif est érigé dans cette forêt.
En 1918, il ne reste plus que 300 habitants à Lacroix et le village n'est plus qu'un champ de ruine où de nombreux civils ont été blessés ou tués par les bombardements ; d'autres habitants ont fui et le village a été détruit à 95 %.
Afin de reloger ses nombreux habitants, un village provisoire fait de maisons en bois est construit le long de la rue de Seuzey.
La chaire de l'église, sauvée en 1915 par Émile Goujon en l'apportant à Benoît-de-Vaux, est remise à sa place à l'Armistice de 1918.
En 1919-1920, afin de donner une sépulture digne aux nombreux soldats tués pendant la guerre, un cimetière militaire est construit près de Seuzey.
La commune de Lacroix reçoit la Croix de guerre 1914-1918 avec Palme en 1921.
En tant que commune sinistrée des dons sont remis :
- le 25 novembre 1921, le Comité de Bordeaux des villages libérés établit la liaison et l'entente entre les Comités du Bassin (Arcachon-La Teste - Gujan - Mestras- Le Teich-Arès) ;
- la commune de Lacroix-sur-Meuse fait partie des villages adoptés par le département de la Gironde et des dons sont attribués à ces comités ;
- des secours en nature et en espèces sont envoyés à deux villages dont Lacroix-sur-Meuse qui se voit remettre par la Section d'Arcachon, présidée par Mme Veyrier-Montagnères, des secours en nature d'une valeur de 1 097,85 francs et des secours en espèces pour 13 000 francs[54].

Vers 1921, la commune ayant perçu des dommages de guerre, le village est reconstruit, l'église et les fontaines sont réparées, le presbytère est reconstruit autour des restes du château, à l'emplacement des ruines de l'école est construite une gendarmerie qui sera opérationnelle le 7 novembre 1923 (à l’origine, elle était à Troyon depuis le 3 décembre 1796), la mairie est reconstruite au centre du pays avec de nouvelles écoles placées derrière.
Un monument aux morts est inauguré en 1929 par le ministre de la Guerre André Maginot. Ces travaux sont effectués en grande partie par des travailleurs italiens, la réparation des monuments de la commune ainsi que les décorations intérieures de l'église et de la chapelle sont effectuées par le professeur Duillio Donzelli et sa famille ; les vitraux de l'église totalement détruits sont refaits et signés par le verrier Jannin de Nancy.
Dans les années 1920, Joseph Roustang et Raymond Thirion créent une petite fromagerie artisanale à Lacroix-sur-Meuse. Henri Hutin, ayant le virus du fromage comme la plupart de ses frères et sœurs, rejoint en 1922 ses beaux-frères et devient patron de cette entreprise. Avec son épouse, il collecte le lait avec une petite charrette tirée par un vélo. Il embauche Lucien Garre, Jean Mangin et Lucien Hervieux et fait construire de nouveaux bâtiments et une porcherie pour nourrir des porcs avec le petit lait. En 1936, à la suite d'un incendie, il construit une fromagerie avec frigos. Juste au lendemain de la Libération, la fromagerie est bombardée par un avion allemand. Après sa reconstruction, l’entreprise est transformée en société anonyme. Henri Hutin fait appel à deux de ses enfants ; Jean-Louis s’occupe de l’exportation avec Heinz Hoclhleiner et Daniel Fortin ; Jean Rouffet le directeur technique ; Bertrand prend en charge l’élevage des porcs.
Dans les années 1965-1970, environ 220 personnes travaillent 200 000 litres de lait par jour pour fabriquer des fromages pasteurisés à pâte pressée, des camemberts et des bries. Cette entreprise obtient l'Oscar de l'exportation en 1969.
Le 17 mai 1977, la fromagerie est reprise par le groupe Loevenbruck de Dieue-sur-Meuse. Dans la tourmente laitière de 1978, cette entreprise qui a failli disparaître est reprise en décembre 1978 par le Groupe Hochland avec pour cogérants Herbert Baldauf et Hubert Boulanger. En 1982, suivant un plan de modernisation, elle est transférée dans de nouveaux locaux à Dieue-sur-Meuse.
En 1930, la commune de Lacroix–sur-Meuse subit la plus grande inondation qu’elle ait jamais connue. Pour la première fois, cette crue de la Meuse est supérieure au niveau d’eau du canal et de nombreuses habitations sont envahies par les eaux.
En janvier 1945, sous la menace du retour offensif de l'armée allemande, les habitants de la commune de Gundershoffen quittent leur village alsacien pour se réfugier à Lacroix-sur-Meuse. En reconnaissance des liens d'amitiés, en 1972, lors d'une cérémonie, la rue de Bannoncourt est renommée rue de Gundershoffen.
Le 18 février 1973, une délégation d’anciens de la RATP se recueille en souvenir de leurs camarades tombés en 1914-1918 aux champs de bataille du secteur de Lacroix-sur-Meuse et environs.
Le 12 novembre 1982, lors d'une grande cérémonie militaire, en présence de nombreuses personnalités civiles et militaires, le général d'armée de Montondoin, gouverneur militaire de Metz, commandant le 1er corps d'armée et la 6e région militaire, remet le drapeau du 155e Régiment d'Infanterie Divisionnaire au colonel Barthelemy.
Ce régiment créé en 1831 prit une part active aux combats de la Première Guerre mondiale. Les 22 et 24 septembre 1914, c'est à Lacroix qu'il stoppe l'armée allemande au prix de nombreux sacrifices. C'est encore à Lacroix qu'il livre de furieux combats lors de la Seconde Guerre mondiale, et il ne tarde cependant à sombrer dans le cahot de l'été 1940.
Le 23 novembre 1983, lors d’une importante cérémonie militaire organisée à Lacroix-sur-Meuse, les artilleurs du 40e régiment d'artillerie stationné à Suippe viennent sur leur terre natale. Comme le rappelle le colonel Dubouchet, commandant le 40e RA, c’est à Saint-Mihiel en 1894 qu'est créé ce régiment. Après le passage des troupes en revue et un dépôt de gerbe commémoratif au monument aux morts de Lacroix-sur-Meuse, la présentation à l’étendard du régiment des nouvelles recrues du contingent 1983-10 qui se voient remettre par Henri Planes, commissaire adjoint de la République, monsieur Herment, sénateur et président du conseil général de la Meuse ; le colonel Debouchet ; Jean Aigle, maire de Lacroix-sur-Meuse ; monsieur Lehmuller, président des Anciens Combattants ; monsieur Larzilliere, président départemental du Souvenir français ; le capitaine Ortega, commandant de la compagnie de gendarmerie de Commercy et les anciens du 40e RA.

## Population et société

### Démographie
L'évolution du nombre d'habitants est connue à travers les recensements de la population effectués dans la commune depuis 1793. Pour les communes de moins de 10 000 habitants, une enquête de recensement portant sur toute la population est réalisée tous les cinq ans, les populations de référence des années intermédiaires étant quant à elles estimées par interpolation ou extrapolation. Pour la commune, le premier recensement exhaustif entrant dans le cadre du nouveau dispositif a été réalisé en 2006.

En 2022, la commune comptait 649 habitants, en évolution de −9,86 % par rapport à 2016 (Meuse : −4,4 %, France hors Mayotte : +2,11 %).
| 1793 | 1800 | 1806 | 1821 | 1831  | 1836  | 1841  | 1846  | 1851  |
| ---- | ---- | ---- | ---- | ----- | ----- | ----- | ----- | ----- |
| 660  | 758  | 871  | 917  | 1 077 | 1 112 | 1 141 | 1 139 | 1 109 |

| 1856  | 1861  | 1866  | 1872 | 1876 | 1881 | 1886 | 1891 | 1896 |
| ----- | ----- | ----- | ---- | ---- | ---- | ---- | ---- | ---- |
| 1 051 | 1 067 | 1 012 | 967  | 918  | 875  | 847  | 820  | 763  |

| 1901 | 1906 | 1911 | 1921 | 1926 | 1931 | 1936 | 1946 | 1954 |
| ---- | ---- | ---- | ---- | ---- | ---- | ---- | ---- | ---- |
| 761  | 741  | 697  | 420  | 581  | 536  | 536  | 546  | 524  |

| 1962 | 1968 | 1975 | 1982 | 1990 | 1999 | 2006 | 2011 | 2016 |
| ---- | ---- | ---- | ---- | ---- | ---- | ---- | ---- | ---- |
| 540  | 537  | 593  | 599  | 608  | 599  | 684  | 713  | 720  |

| 2021 | 2022 | - | - | - | - | - | - | - |
| ---- | ---- | - | - | - | - | - | - | - |
| 670  | 649  | - | - | - | - | - | - | - |

## Culture locale et patrimoine

### Lieux et monuments

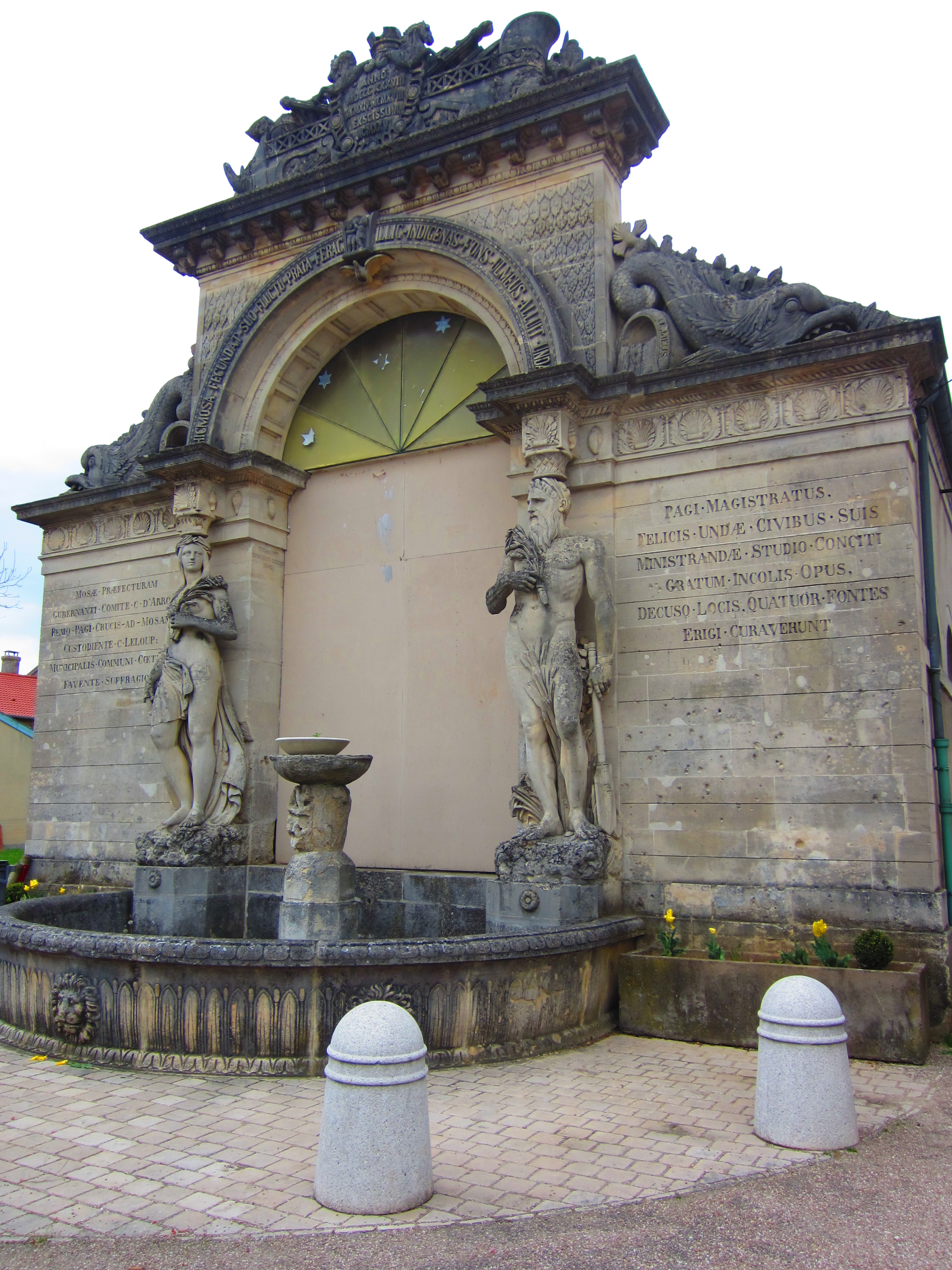
La Grande Fontaine.

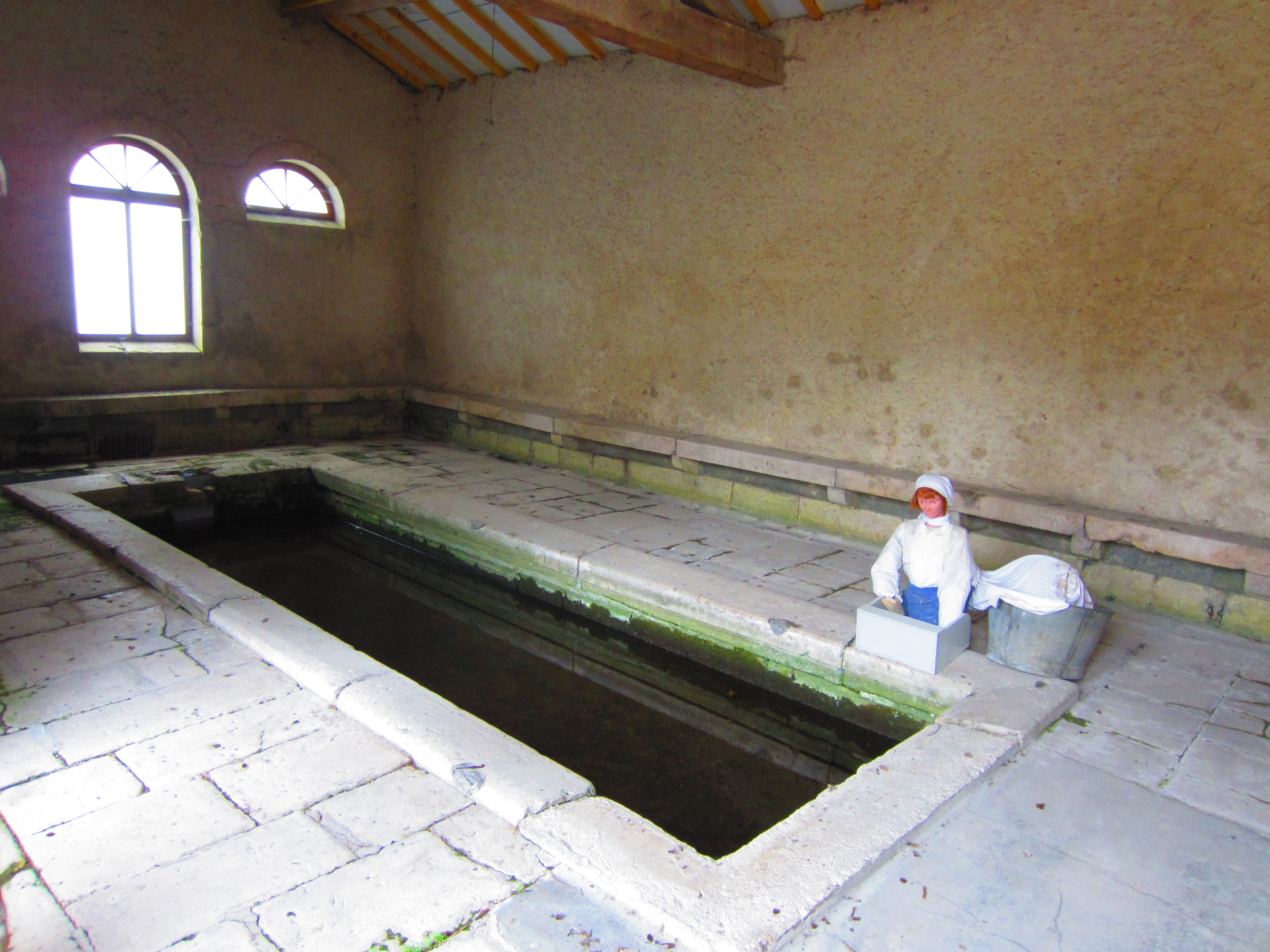
Le lavoir.

#### Le château
Il a appartenu au comte d'Hannonville et fut construit avec l'autorisation de Charles III de Lorraine, par Perrin de Savigny, gentilhomme de sa chambre.
Il comportait un pont-levis, des tours, des fossés, un colombier.
Une partie de ce château servit de mairie et d'écoles.
À l'heure actuelle, après les démolitions de 1792 et les destructions de la Grande Guerre de 1914-1918, il ne reste qu'une tour autour de laquelle est construit le presbytère.

#### Les fontaines
Architecte Théodore Oudet. La construction en fut décidée par le conseil municipal en 1835-1836 dont le maire était Charles Leloup avec l'approbation du comte d'Arros, préfet de la Meuse. La fontaine fait l’objet d’un classement au titre des monuments historiques depuis le 31 décembre 1980.
Quatre fontaines principales :
- la grande fontaine et également lavoir (rue du Général-de-Gaulle) ;
- la fontaine de Minerve (rue du Général-de-Gaulle) ;
- la fontaine de la Vierge (rue du Général-de-Gaulle) ;
- la fontaine de la Source (rue Haute), en partie détruite.

Il y avait également d'autres fontaines :
- la fontaine abreuvoir (rue de la Vanne) ;
- la fontaine abreuvoir (rue de Gundershoffen) ;
- les fontaines abreuvoirs (rue du Château, rue de Metz, rue de Seuzey) ont été détruites lors de travaux d'adduction d'eau en 1971.

La basse Fontaine : Ce lavoir a été construit en 1860 en même temps que la nouvelle église Saint-Jean-Baptiste. Sa source se situait déjà sous l’ancienne église du XIIe siècle de style roman qui avait été construite au-dessus de la fontaine Saint-Jean (probablement par Ursion de Watronville, quarante-cinquième évêque de Verdun de 1129 à 1131). Il a été réalisé afin d’améliorer les conditions d’accès à l’eau et de faciliter la tâche des lavandières.

#### Le portail du cimetière
- Architecte P. Morizot de Sorcy

L'ancien cimetière situé près de l'église étant trop petit à la suite de l'épidémie de choléra de 1830, il est construit en 1835, rue du château à la sortie du village, son portail d'entrée en style gothique en pierre de taille.
Il est orné de deux statues sur les côtés et l'on peut lire les inscriptions suivantes : « Le premier instant de la vie est le premier pas vers la mort » « J'ai vu l'impie adoré sur la terre - je passe il n'était déjà plus » « La mort est le passage du juste à une vie meilleure ».

#### La mairie
- Architecte P. Masson, décoration Duillio Donzelli.

De 1792 à 1914, la mairie se trouvait dans le château. Après la guerre de 1914-1918, elle fut reconstruite face à la grande fontaine.
Ce bâtiment carré avec fronton, corniche et balcon a été décoré par Duillio Donzelli, et les écoles ont été reconstruites derrière.

#### Le monument aux morts
Détruite à 90 % pendant la Grande Guerre de 1914-1918, la commune de Lacroix-sur-Meuse reçoit en 1921 la Croix de guerre 1914-1918 avec palme.
Le monument a été réalisé en 1927. par le sculpteur Duillio Donzelli, grand prix de sculpture, en hommage à nos nombreux soldats et à nombreux civils tués à Lacroix-sur-Meuse pendant la grande guerre.
Il a été inauguré par le ministre de la Guerre, André Maginot, en 1929.

#### Le cimetière militaire de Lacroix-sur-Meuse
Il est classé « Nécropole Nationale » (code 286001A).
Créé en 1915 sur la DR 162, direction Seuzey, il regroupe sur une superficie de 8 185 m2 les corps de 969 soldats français tombés dans les combats de Hauts de Meuse et exhumés des cimetières de guerre de Lacroix, Bois-des-Chevaliers et de Notre-Dame-de-Palameix.

#### Ancien fort de Troyon
Le fort de Troyon fait l'objet d'une inscription au titre des monuments historiques depuis le 2 novembre 1994, il est également sur la commune de Troyon.

#### Édifices religieux

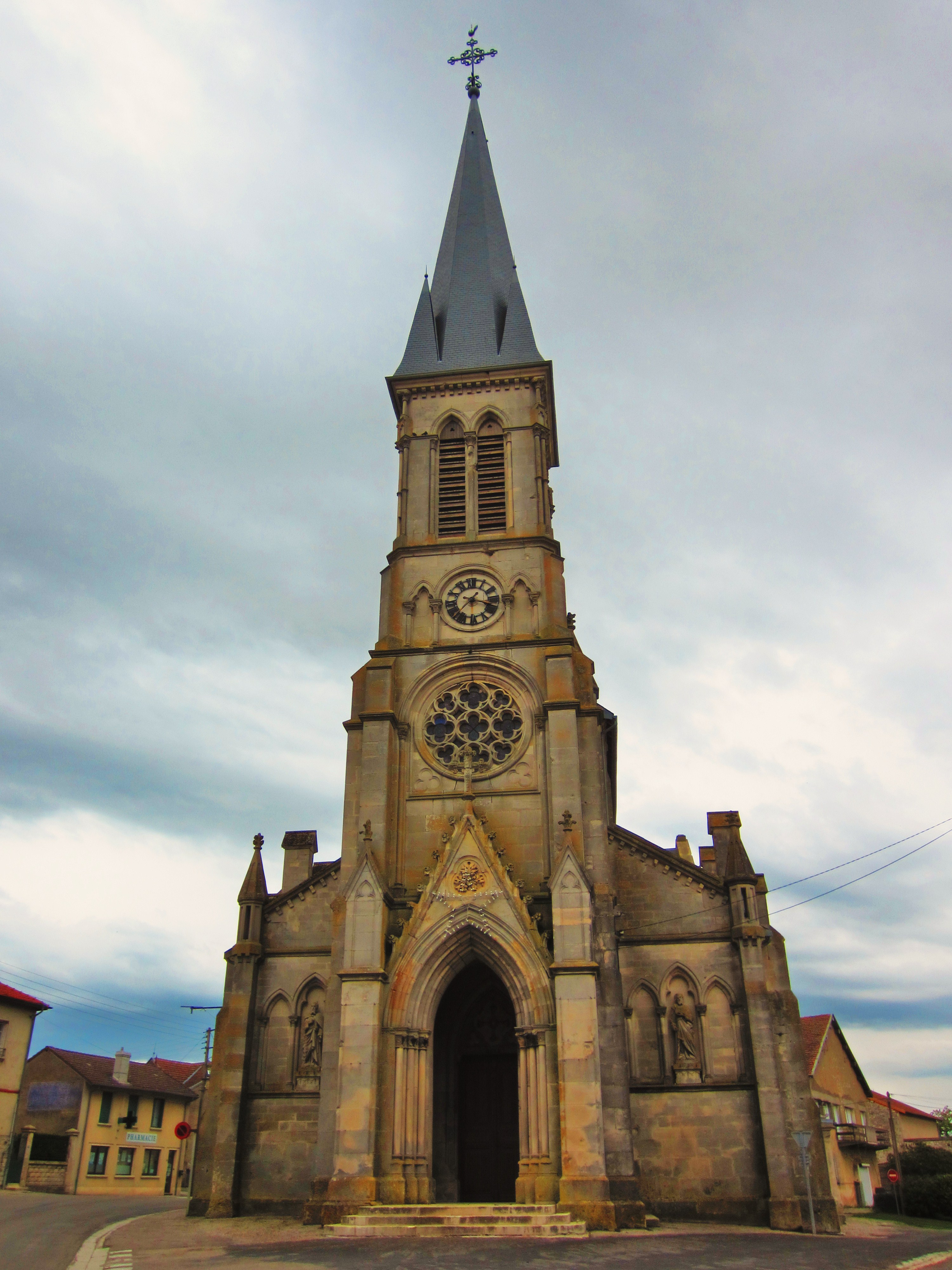
Église Saint-Jean-Baptiste.

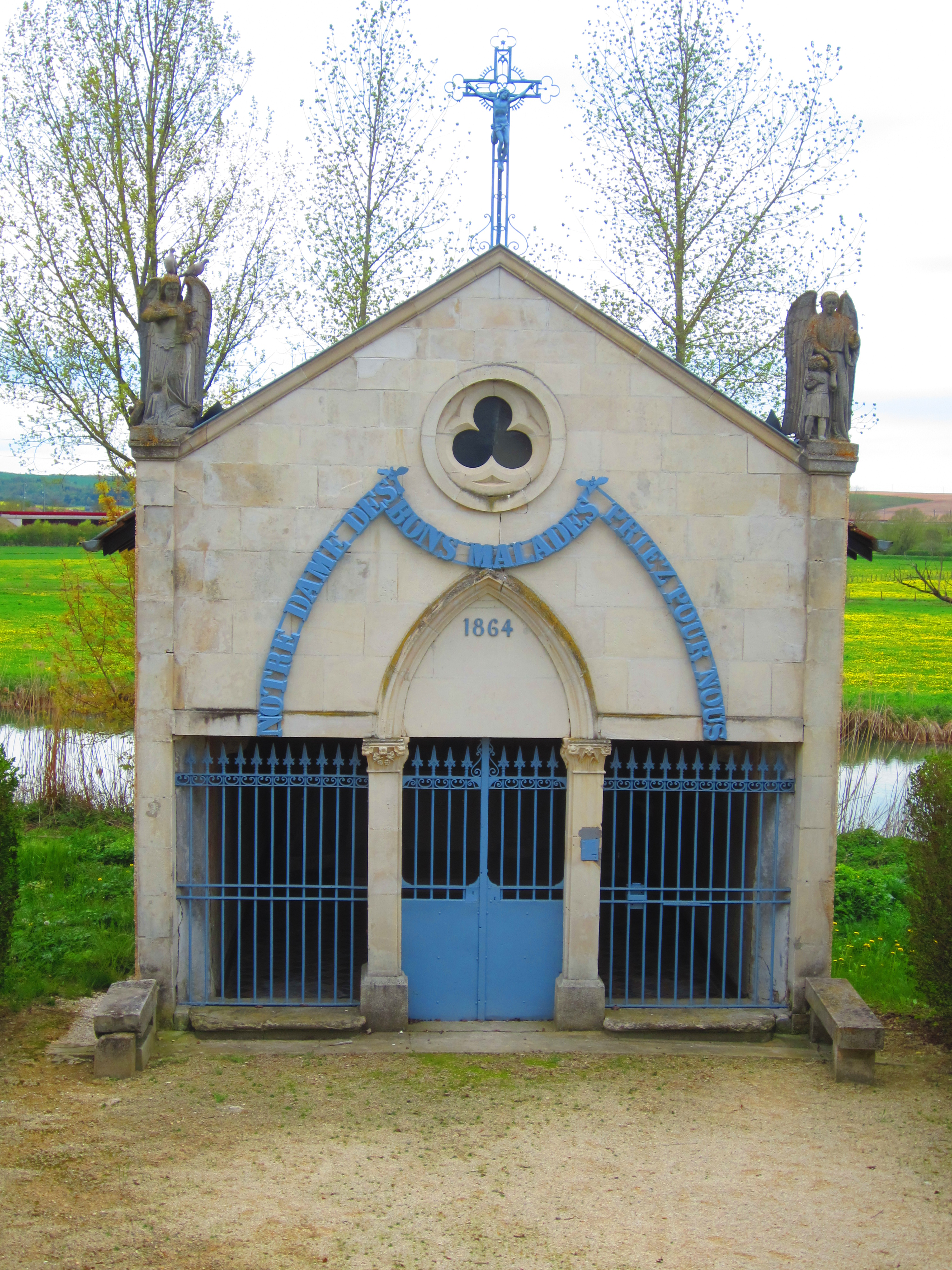
Chapelle Notre-Dame-des-Bons-Malades.

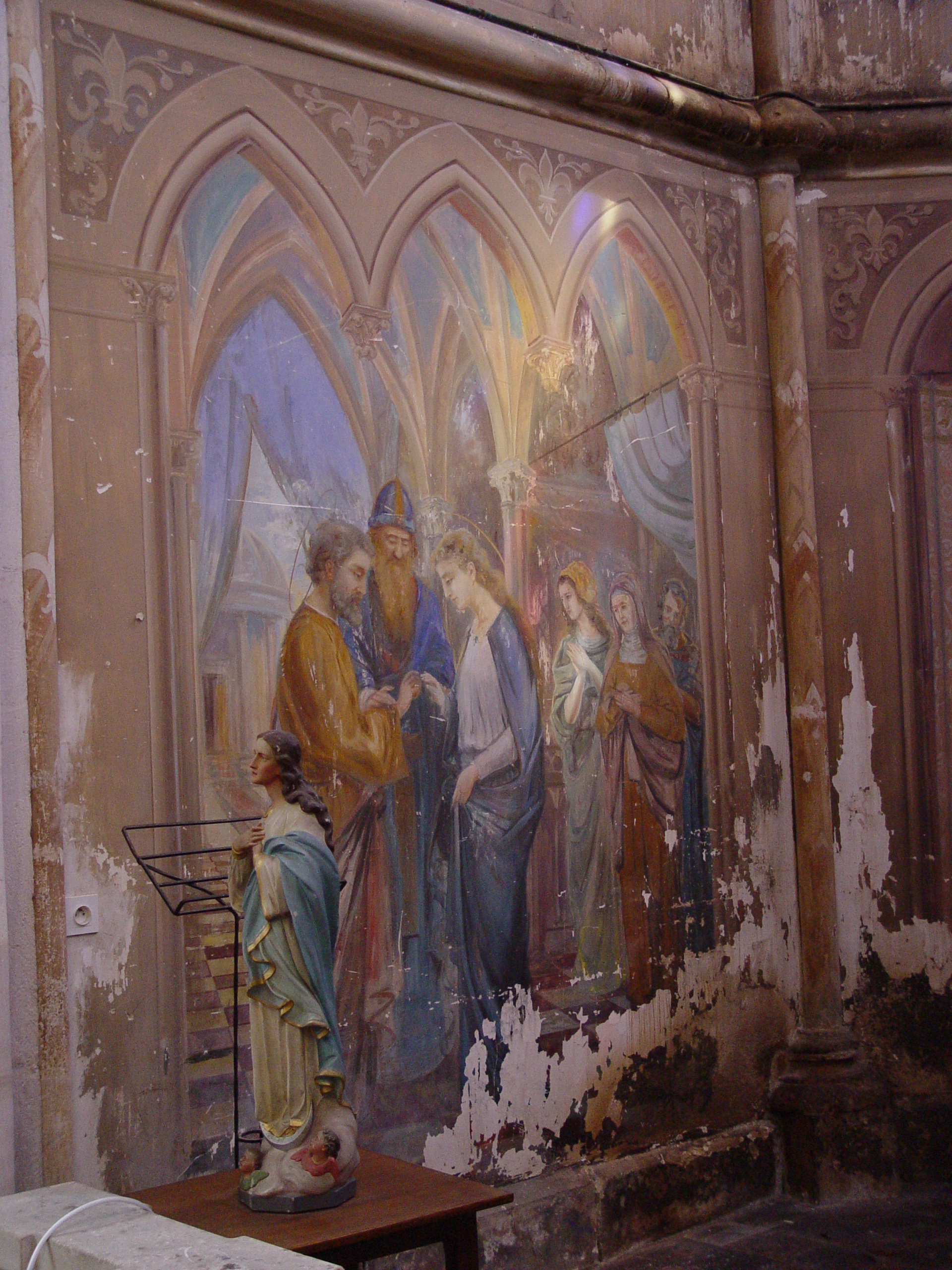
Fresques de l'église. Le mariage de la Vierge.

- Église Saint-Jean-Baptiste, construite à l'initiative de l'abbé François Langard de 1858 à 1862 en accord avec le maire en place, Charles Emond et un plébiscite local, suivant les plans de Maxe, architecte diocésain, dans le style ogival XIIIe siècle. Elle possédait des parcelles de reliques de saint Jean-Baptiste, de saint Sébastien, de saint Étienne, premier martyr mais elles ont été détruites lors des bombardements de 1914-1918. En son porche, elle conserve la pierre tombale d'Étienne III de Rosières, Seigneur de La Croix-Sur-Meuse, mort le 24 novembre 1739 à l'âge de 86 ans. (épitaphe : CY GIST – COMTE ETIENNE DE ROSIERES –SEIGNEUR DE LA CROIX SUR MEUSE – ANCIEN CAPITAINE DE CAVALERIE- DANS UN REGIMENT ROYAL ETRANGER- TOUT APRES AVOIR TOUJOURS VECU- DANS LE VRAI SENTIMENT D’HONNEUR- ET DE RELIGION RENDIT SON AME A- DIEU LE 24 novembre 1739 AGE DE- 86 ANS). L'église est ornée de fresques réalisées dans les années 1920 par la famille Donzelli, d'origine italienne, installée et très active dans la région. Souffrant de l'humidité, elles ont heureusement été rendues plus visibles depuis quelques années.
- Chapelle Notre-Dame-des-Consolations existait avant 1640 à l'endroit d'une ancienne léproserie[64]. Cette chapelle a été reconstruite en 1864 sous le titre « Notre Dame des bons Malades ».
- De nombreux calvaires ornent les sorties du village. Nous trouvons un calvaire direction de Troyon, face à la station de pompage ; un calvaire dit « La Croix Blanche », côté gauche, à la fin de la rue du Tourbon ; deux calvaires côté droit route de Lamorville.

### Personnalités liées à la commune
- Adrien Henry, né le 11 mars 1888 à Lacroix-sur-Meuse et mort le 27 mai 1963 à Commercy, est un officier et résistant français.
- Duilio Donzelli, né à Fossombrone le 26 juin 1882 et mort à Valence le 9 janvier 1966) est un sculpteur et peintre italien. Il a travaillé au Luxembourg, puis en France dans les départements de la Meuse et de la Drôme.
- Patrick Valdrini : né à Saint-Mihiel, c’est à Lacroix-sur-Meuse qu’il grandit. Il est ordonné prêtre de Lacroix-sur-Meuse en 1972, fait des études supérieures de théologie et de droit canonique à la faculté de théologie catholique de Strasbourg et obtient en 1983 le grade de docteur d’État en théologie, mention droit canonique. Nommé enseignant à la faculté de droit canonique de l’Institut catholique de Paris en 1982, il est élu doyen en 1984. En 1986 il est président de la société internationale de droit canonique et de législation religieuse comparée. Mgr Valdrini est nommé en septembre 2006 par le Quai d’Orsay conseiller culturel près du Saint-Siège placé sous l’autorité de l’ambassadeur de France.

### Héraldique
| Blason de Lacroix-sur-Meuse | Blason  | D'or à la trangle ondée d'azur haussée surmontée d'une croix de gueules et soutenue par un léopard d'azur tenant un maillet de sculpteur de gueules. |
| Blason de Lacroix-sur-Meuse | Détails | Création Robert Louis et Dominique Lacorde, adoptée par la commune le 19 décembre 2016.                                                              |